# پاک‌سازی قومی
پاک‌سازی قومی کوششی قهرآمیز جهت یک‌دست‌سازی منطقه‌ای از لحاظ قومی است که معمولاً با تبعید، مهاجرت و جایگزینی اجباری و کشتار صورت می‌گیرد. پاک‌سازی قومی، معمولاً با نابودی بخش بزرگی از آثار تاریخی، گورستان‌ها، خانه‌ها و دیگر مظاهر تمدنی قوم هدف همراه خواهد بود. شاید بتوان گفت پاک‌سازی قومی، نوعی نسل‌کشی است که بیشتر برای زدودن قوم هدف از یک منطقهٔ جغرافیایی خاص انجام می‌پذیرد و معمولاً سبب تغییر جغرافیای قومی-نژادی-مذهبی آن منطقه می‌شود.
بزرگ‌ترین شباهت میان نسل‌کشی و پاک‌سازی قومی را می‌توان نابودی اجباری گروه‌های قومی، نژادی، ایدئولوژیکی دانست. از آنجایی که پاک‌سازی قومی تعریفی رسمی در مجامع بین‌المللی ندارد، نمی‌توان به‌درستی تفاوتی قضایی، میان نسل‌کشی و پاک‌سازی قومی قائل شد. انگیزهٔ اغلب پاک‌سازی‌های قومی مدرن، یکدست‌سازی ترکیب دینی-قومی یا نژادی بوده است، در حالی که در قرون وسطی و اوایل دوران مدرن، انگیزهٔ پاک‌سازی‌ها عموماً بر پایهٔ مذهب بوده است. پاک‌سازی قومی ترجمهٔ فارسی عبارت انگلیسی ethnic cleansing و آن خود ترجمهٔ تحت‌الفظی عبارت صربی-کرواتی etničko čišćenje است. این واژه در دههٔ ۹۰ قرن ۲۰ میلادی و به دنبال نسل‌کشی‌هایی که در جریان فروپاشی یوگسلاوی سابق اتفاق افتاد، وارد ادبیات سیاسی جهان شد و به‌سرعت به یکی از اصطلاحات رایج در میان واژگان مربوط به خشونت علیه گروه‌های انسانی تبدیل شد. هر چند که برخی معتقدند پاک‌سازی قومی ریشه‌ای تاریخی دارد. اینکه آیا پاک‌سازی قومی در طول تاریخ ریشه داشته یا مربوط به تحولات قرن بیستم میلادی‌ است، از موارد مورد اختلاف است. از مصادیق پاک‌سازی قومی در طول تاریخ می‌توان به جابه‌جایی‌های اجباری توسط آشوریان سدهٔ نهم تا هفتم پ. م، کشتار و اعدام دسته‌جمعی دانمارکی‌های ساکن انگلستان در سده دهم میلادی، اخراج یهودیان و مسلمانان از اسپانیا در قرن ۱۵ میلادی، و نابودی سرخ‌پوستان آمریکا توسط مهاجران و استعمارگران سفیدپوست اروپایی اشاره کرد. اگرچه عملاً فتح تمامی سرزمین‌های مستعمراتی توسط اروپاییان—مانند مکزیک، استرالیا، آمریکا—خشن بوده است، اما فقط برخی از آن‌ها منجر به پاک‌سازی قومی خونین شدند.
ظهور «پاک‌سازی قومی مدرن» در قرن نوزدهم و بیستم میلادی و در مناطق مختلفی مانند سرزمین‌های امپراتوری‌های قدیمی در مرکز و شرق اروپا و غرب آسیا اتفاق افتاد. امواج متعدد پاک‌سازی قومی نقشهٔ قومی و مذهبی این مناطق را تغییر داد. نخستین موج در زمان جنگ جهانی اول آغاز و مدت کوتاهی پس از پایان آن به اتمام رسید. دومین موج درست پس از آغاز جنگ جهانی دوم به اوج خود رسید و اندکی پس از اتمام جنگ پایان پذیرفت. سومین موج هم در خلال جنگ سرد با شدت کمی آغاز و پس‌ از پایان جنگ سرد به اوج رسید. از موارد به وقوع پیوسته در امواج مذکور می‌توان به نسل‌کشی ارمنی‌ها، آشوریان و یونانیان توسط ترکان عثمانی در خلال و پس‌ از جنگ جهانی اول، نسل‌کشی یهودیان—معروف به هولوکاست—توسط آلمان نازی، اخراج میلیون‌ها آلمانی از لهستان و چکوسلواکی و دیگر مناطق اروپای شرقی پس از پایان جنگ جهانی دوم و کشتار بوسنیایی‌های مسلمان توسط صرب‌های بوسنی پس از پایان جنگ سرد اشاره کرد. کمیسیونی از کارشناسان سازمان ملل که جهت رسیدگی به وقایع بوسنی و هرزگوین تشکیل شده بود، در ماه فوریهٔ ۱۹۹۳ پاک‌سازی قومی را جرمی علیه قوانین بین‌المللی توصیف کرده‌اند. اگرچه امروزه مفهوم پاک‌سازی قومی به‌خوبی فهمیده شده است، اما برخلاف نسل‌کشی وارد اسناد حقوق بین‌الملل نشده و به عنوان جزئی از جرایمی که پیشتر تعریف شده، یعنی جنایت علیه بشریت و جنایات جنگی، طبقه‌بندی می‌شود.

## تعریف
پاک‌سازی قومی ترجمهٔ فارسی عبارت انگلیسی ethnic cleansing و آن خود ترجمهٔ تحت‌الفظی عبارت صربی-کرواتی etničko čišćenje است. این واژه در دهه ۹۰ قرن ۲۰ میلادی و به دنبال نسل‌کشی‌هایی که در جریان فروپاشی یوگسلاوی سابق اتفاق افتاد، وارد ادبیات سیاسی جهان شد. هر چند که برخی معتقدند پاک‌سازی قومی ریشه‌ای تاریخی دارد. ممکن است حامیان حملات خشن صرب‌ها این واژه را ابداع کرده باشند؛ و شاید نیز صرب‌ها این واژه را که قبلاً خود برای اشاره به فشار آلبانیایی‌تبارها به صرب‌های کوزوو در دهه ۸۰ میلادی استفاده می‌کردند، احیا کرده‌اند. پس از حوادث جریان فروپاشی یوگسلاوی سابق، پاک‌سازی قومی به یکی از اصطلاحات رایج در میان واژگان مربوط به خشونت علیه گروه‌های انسانی تبدیل شد.
شاید بتوان گفت پاک‌سازی قومی، نوعی نسل‌کشی‌است که بیشتر برای زدودن قوم هدف از یک منطقه جغرافیایی خاص انجام می‌پذیرد و معمولاً سبب تغییر جغرافیای قومی-نژادی-مذهبی آن منطقه می‌شود. بزرگ‌ترین شباهت میان نسل‌کشی و پاک‌سازی قومی را می‌توان نابودی اجباری گروه‌های قومی، نژادی، ایدئولوژیکی دانست. از آنجایی که پاک‌سازی قومی تعریفی رسمی در مجامع بین‌المللی ندارد، نمی‌توان به‌درستی تفاوتی قضایی، میان نسل‌کشی و پاک‌سازی قومی قائل شد. انگیزهٔ اغلب پاک‌سازی‌های قومی مدرن، یکدست‌سازی ترکیب دینی-قومی یا نژادی بوده است، در حالی که در قرون وسطی و اوایل دوران مدرن، انگیزهٔ پاک‌سازی‌ها عموماً بر پایهٔ مذهب بوده است.
پاک‌سازی قومی نه تنها می‌تواند به حذف اجباری گروه‌های قومی اشاره کند، بلکه می‌تواند به حذف گروه‌های مشابه مرتبط [به جز اقوام] نیز اشاره داشته باشد.
قومیت معمولاً نشانگر گروهی با هویتی ریشه‌دار فرهنگ و تاریخ مشترک است، اما به‌طور گسترده‌تر قومیت می‌تواند به گروهی که از دیدگاه دیگران هویت متفاوت و متمایزی از بقیه دارد، هم گفته شود [بدون اینکه آن گروه از افراد لزوماً فرهنگ و تاریخ یکسانی داشته باشند]. قومیت همچنین با اشکال دیگر از هویت، که مهم‌ترین آن‌ها دین است، همپوشانی دارد اما این پرسش که دقیقاً چه مشترکات هویتی میان گروه‌هایی که هدف حذف قرار می‌گیرند وجود دارد، در مقایسه با رابطهٔ بین عاملان و قربانیان، دارای اهمیت کمتری‌است. معمولاً عاملان پاک‌سازی قومی گروه‌هایی را حذف می‌کنند که وجود آن‌ها را ذاتاً تهدیدی علیه خود محسوب می‌کنند.
مفهوم پاک‌سازی قومی با مفاهیم «مهاجرت اجباری» و «انتقال جمعیت» در ارتباط است. مهاجرت اجباری مفهومی کلی‌تر از پاک‌سازی قومی‌است و به نوعی پاک‌سازی قومی را نیز در برخی موارد شامل می‌شود، اما همچنین برخی جابه‌جایی‌های جمعیتی به دلایلی مختلف مانند پروژه‌های کاری عمومی را نیز دربر می‌گیرد که این‌ها جزء پاک‌سازی قومی محسوب نمی‌شود. در نقل و انتقالات سازمان‌یافتهٔ جمعیت، کشورها در انتقال یا تبادل گروه‌های خاص در داخل مرزهای بین‌المللی شان به توافق می‌رسند. قوانین منظم برای نقل و انتقال باعث می‌شود که این کار نسبت به اخراج کمتر خشونت‌آمیز باشد. با این حال، بر اساس کتابچهٔ مطالعات نسل‌کشی دانشگاه آکسفورد به دو دلیل، وجود تمایزی قوی بین انتقال منظم جمعیت و پاک‌سازی قومی را می‌توان زیر سؤال برد. اول اینکه در جابه‌جایی جمعیت ممکن است تمامی قوانین مهاجرت رعایت نشود. دوم اینکه نقل و انتقالات جمعیت، حتی اگر با توجه به امنیت شهروندان انجام شود، هنوز هم اجباری‌است و گروه‌هایی را تنها به دلیل اینکه هویتی خاصی دارند مجبور به ترک می‌کنند؛ بنابراین حتی سازمان‌یافته‌ترین انتقال‌های جمعیت نیز خود شکلی از پاک‌سازی قومی می‌باشد.
نخستین مقاومت‌ها در برابر به‌کارگیریِ واژهٔ پاک‌سازی قومی از این جهت بود که برخی استدلال می‌کردند که استفاده از این نوواژه ممکن است باعث حسن تعبیر نسبت به ماهیت آن شود و بر خشونت‌های محصول آن سرپوش بگذارد یا آن را صلح‌آمیزتر از چیزی که هست جلوه دهد. اما علی‌رغم قابلیت کژفهمی، واژهٔ «پاک‌سازی قومی» به‌سرعت برای توصیف شکل مهمی از خشونت در سطحی گسترده رایج شد. مفهوم «پاک‌سازی قومی» از چندین جهت مورد مجادله میان محققان بوده است. اولین مورد مشخص کردن دقیق تمایز آن با نسل‌کشی‌است. مورد دیگر این است که آیا پاک‌سازی قومی ریشه در تحولات قرن بیستم میلادی دارد؟ برخی از محققان، تبعید و اسکان‌های اجباری میلیون‌ها نفر توسط آشوریان در ۹ و ۷ قرن پیش از میلاد را از اولین نمونه‌های پاک‌سازی قومی در نظر می‌گیرند. دیگر پژوهشگران می‌گویند که پاک‌سازی قومی، برخلاف اسکان‌های اجباری قبلی، نتیجهٔ تحولات خاص و منحصربه‌فرد قرن بیستم میلادی، مانند ظهور پدیدهٔ «دولت‌های ملی» حاصل از ایدئولوژی‌های ملی‌گرایانه و شبه نژادپرستانه و مقارن شدن آن با گسترش تکنولوژی‌های پیشرفته و ارتباطات بوده است.

## سازوکار پاک‌سازی قومی
کمیسیونی که از کارشناسان سازمان ملل، جهت رسیدگی به وقایع بوسنی و هرزگوین تشکیل شده‌بود، نخستین تعریف‌ها از پاک‌سازی قومی و سازوکارهای انجام آن را اینگونه بیان کرد: 
از سازوکارهای انجام پاک‌سازی قومی می‌توان «قتل، شکنجه، دستگیری و بازداشت خودسرانه، اعدام‌های فرا قضایی، تجاوز به عنف و ضرب و جرح جنسی، و همچنین اخراج و اجرای حملات نظامی علیه غیرنظامیان» را برشمرد.
 به عنوان مثال یکی از روش‌های صرب‌ها برای پاک‌سازی قومی مسلمانان بوسنی و هرزگوین، تجاوز جنسی سربازان صرب به زنان مسلمان بود. آنان به زنان مسلمان تا زمانی که باردار می‌شدند تجاوز می‌کردند و تا زمان بی‌خطریِ سقط جنین، آنان را زندانی کرده و سپس آن‌ها را آزاد می‌کردند. منطق این کار، پاک‌سازی نژادی توسط بچه‌دار کردن به وسیلهٔ نژاد صرب، و همچنین وادار کردن مسلمانان به مهاجرت بود. با اینکه پاک‌سازی قومی در طول تاریخ، با استفادهٔ مکرر از زور جهت حذف گروه خاصی از مناطقی مشخص همراه بوده است، اما سازوکارهای آن نیز تناقض‌آمیز بوده است. از طرفی پاک‌سازی قومی توسط کشورهای قدرتمند جهت تغییر نقشهٔ قومی، به خصوص در مناطق مرزی انجام می‌شده است، و از طرفی دیگر فروپاشی چنین کشورهایی نیز خود می‌توانست به جنگِ قدرتی بینجامد که پاک‌سازی قومی اغلب یکی از پیامدهای آن بود. به این ترتیب، نورمن نیامارک، پاک‌سازی قومی را «محصول پیشرفته‌ترین توسعه در عصر مدرن» می‌داند و مایکل مان استدلال می‌کند که احتمال اینکه دموکراسی‌های جدید دست به پاک‌سازی قومی بزنند، حتی از رژیم استبدادی پایدار نیز بیشتر است. یکی دیگر از تناقضات پاک‌سازی قومی این است که حداقل بخشی از انگیزهٔ درگیری، اختلافات قومی و مذهبی بوده است یا چنین اختلافاتی به درگیری‌ها دامن زده است، اما همین عوامل نیز گاهی، حداقل در فرم اصلاح‌شده، به عنوان چاره‌ای برای جلوگیری و حل درگیری استفاده می‌شوند.

## پاک‌سازی قومی در طول تاریخ
اینکه آیا پاک‌سازی قومی در طول تاریخ ریشه داشته یا مربوط به تحولات قرن بیستم میلادی‌ است، همانند تعریف مفهوم پاک‌سازی قومی از مسائل مورد اختلاف است. به گفتهٔ اندرو بل-فیالکاف، قدیمی‌ترین نمونه‌های پاک‌سازی قومی به دوران آشوریان و رومی‌ها بازمی‌گردد. بعدها مذهب به مهم‌ترین عنصر هویت جمعی تبدیل شد چنانچه در قرون وسطی همگون‌سازی بیشتر شکل مذهبی داشت، و اقلیت‌های مذهبی را هدف قرار می‌داد. با ورود به دنیای مدرن و جایگزین شدن سکولاریسم به جای دین، ملی‌گرایی جایگزین مذهب شده و به جای اینکه «هویت جمعی مشترک» از مذهب مشترک سرچشمه بگیرد، بیشتر از قومیت و ملیت مشترک ناشی شده و فرایند همگون‌کردن شکل سکولار به خود گرفت. از این جهت پاک‌سازی قومی در ادامهٔ پاک‌سازی مذهبی است با یک تفاوت. در پاک‌سازی مذهبی، افراد امکان اینکه مذهب خود را تغییر بدهند داشتند، اما در پاک‌سازی قومی تنها راه برای همگون شدن مرگ یا جابه‌جا شدن است. به گفتهٔ اندرو بل-فیالکاف اولین مورد پاک‌سازی قومی در قرون وسطی —که هنوز جنبهٔ پاک‌سازی مذهبی در آن پررنگ بود— اخراج بسیاری از کاتولیک‌های ایرلندی از انگلستان است. پاک‌سازی سرخ‌پوستان توسط ایالات متحده آمریکا نمونهٔ بعدی پاک‌سازی قومی‌است. اما فقط در قرن نوزدهم میلادی بود که نابودی کامل برخی از گروه‌های قومی به هدف آشکار یک دولت تبدیل شد. در این زمان عثمانی پاک‌سازی یونانیان و ارمنی‌ها را آغازید. در نسل‌کشی سال ۱۹۱۵ میلادی، ارمنی‌ها حدود یک و نیم میلیون نفر —بیش از نیمی از جمعیت خود— و همچنین حدود ۹۰ درصد از سرزمین‌های محل سکونت خود را از دست دادند. اما در واقع نازی‌ها بودند که پاک‌سازی قومی را با ترکیب عناصر تبعید، اخراج، انتقال جمعیت، قتل‌عام و نسل‌کشی به کاملترین شکل ممکن ظهور دادند و آنچه را که «یک راه حل نهایی برای مسئلهٔ یهودیان» می‌خواندند، به اجرا گذاشتند. اما بزرگ‌ترین پاک‌سازی قومی در طول تاریخ بشر را ایالات متحده، اتحاد جماهیر شوروی و انگلستان پس از جنگ جهانی دوم انجام دادند. برای وارونه کردن تلاش‌های هیتلر برای گسترش نژاد آلمانی در اروپا، این سه کشور در پوتسدام دستور به حذف بیش از ۱۰ تا ۱۲ میلیون آلمانی از شرق اروپا دادند. میزان دقیق مشخص نیست اما تخمین زده می‌شود که نزدیک به ۱۲ میلیون آلمانی از لهستان، چکسلواکی، مجارستان، رومانی و یوگسلاوی پاک‌سازی شدند. این تصمیم به پاک‌سازی موجب مرگ بیش از ۲ میلیون آلمانی در اثر جنگ، گرسنگی، سرما و بیماری شد.
بر اساس کتابچه مطالعات نسل‌کشی دانشگاه آکسفورد، پاک‌سازی قومی در طول تاریخ از دو راه انجام می‌پذیرفته است. نخست سیاست‌های کنترل مناطق مرزی امپراتوری‌های بزرگ و دوم شیوه‌های مورد استفاده توسط مستعمره‌نشینان اروپایی درراندن مردم بومی از زمین‌هایشان. ظهور «پاک‌سازی قومی مدرن» در قرن نوزدهم و بیستم و در مناطق مختلفی مانند سرزمین‌های تحت سلطهٔ امپراتوری‌های قدیمی در مرکز و شرق اروپا و غرب آسیا اتفاق افتاد. امواج متعدد پاک‌سازی قومی نقشه‌های قومی و مذهبی این مناطق را تغییر داده است. نخستین موج مدت کوتاهی پس از پایان جنگ جهانی اول به پایان رسید؛ دومین موج درست بعد از جنگ جهانی دوم به اوج خود رسید و پایان پذیرفت؛ و سومین موج پاک‌سازی قومی در پایان جنگ سرد اتفاق افتاد.

### کشتار کنعانیان به دست یهودیان
بر اساس کتاب یوشع، در فاصلهٔ ۱۲۵۰ تا ۱۰۵۰ پ. م یهودیان برای به دست آوردن سرزمین موعودی که به گفتهٔ خودشان خدا بدان‌ها وعده داده‌بود، دست به کشتار و پاک‌سازی جمعیتی در این سرزمین زدند. بر اساس نوشته‌های کتب عهد عتیق، خدای قوم یهود «یهوه»، بدان‌ها فرمان داد پس از تسخیر هر شهر، اقدام به کشتن همهٔ افراد آنجا اعم از مرد، زن، کودک، میانسال و بزرگسال کنید. به‌طور مثال در کتاب یوشع فصل هشت آیات ۱ تا ۲۹ شرح کاملی از چگونگی تسخیر و کشتار مردمان روستای کنعانی آی موجود است.

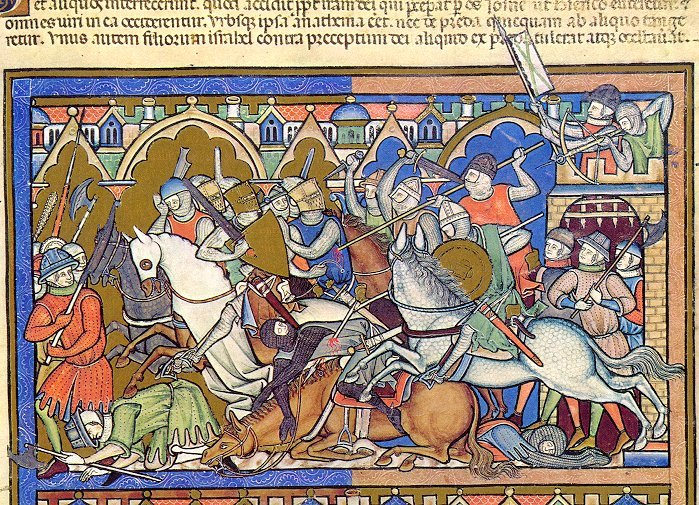
نگاره‌ای قرون وسطایی از نبرد «بنی‌اسرائیل» بر سر روستای آی

بر اساس خوانش‌های مذهبی، این واقعه موردی خاص و استثنایی‌است که خدا، یک قوم را به دلیل سنت‌های فاسدشان به وسیلهٔ قوم بنی اسرائیل مجازات کرده است، همان‌گونه که این مجازات را علیه خود بنی اسرائیل در زمانی که در گناه افراط می‌کند به وسیلهٔ قوم‌های دیگر اعمال می‌کند؛ و اینکه مجازات خدا به وسیلهٔ یک قوم یا به وسیلهٔ ابزارهای طبیعی مانند سیل از پیش خبر دادن قضاوت نهایی بشر و مجازات پیشِ روی افراد فاسد است.
برخی باستان‌شناسان تاریخی بودن وقوع پاک‌سازی قومی را رد می‌کنند و معتقدند که ساکن شدن یهودیان فرایند درازمدتی بوده که از طریق جنگ انجام نشده، بلکه حاصل عوامل پیچیده‌ای که چرخه توسعه و انقباض زیستگاه و کشاورزی را هدایت می‌کند، بوده است.
طبق فرضیه مستند متن تورات از چند رشته روایت مختلف در زمان‌های مختلف تشکیل شده که به صورت یک متن متحد به هم بافته شده‌اند. قدیمی‌ترین رشته روایت‌های تورات در مورد پاک‌سازی قومی چیزی نمی‌گویند، و آنچه در تورات مربوط به پاک‌سازی قومی قریب‌الوقوع است تنها در رشته روایت‌های جدیدتر ظاهر می‌شود.

### اسکان‌های اجباری توسط آشوریان

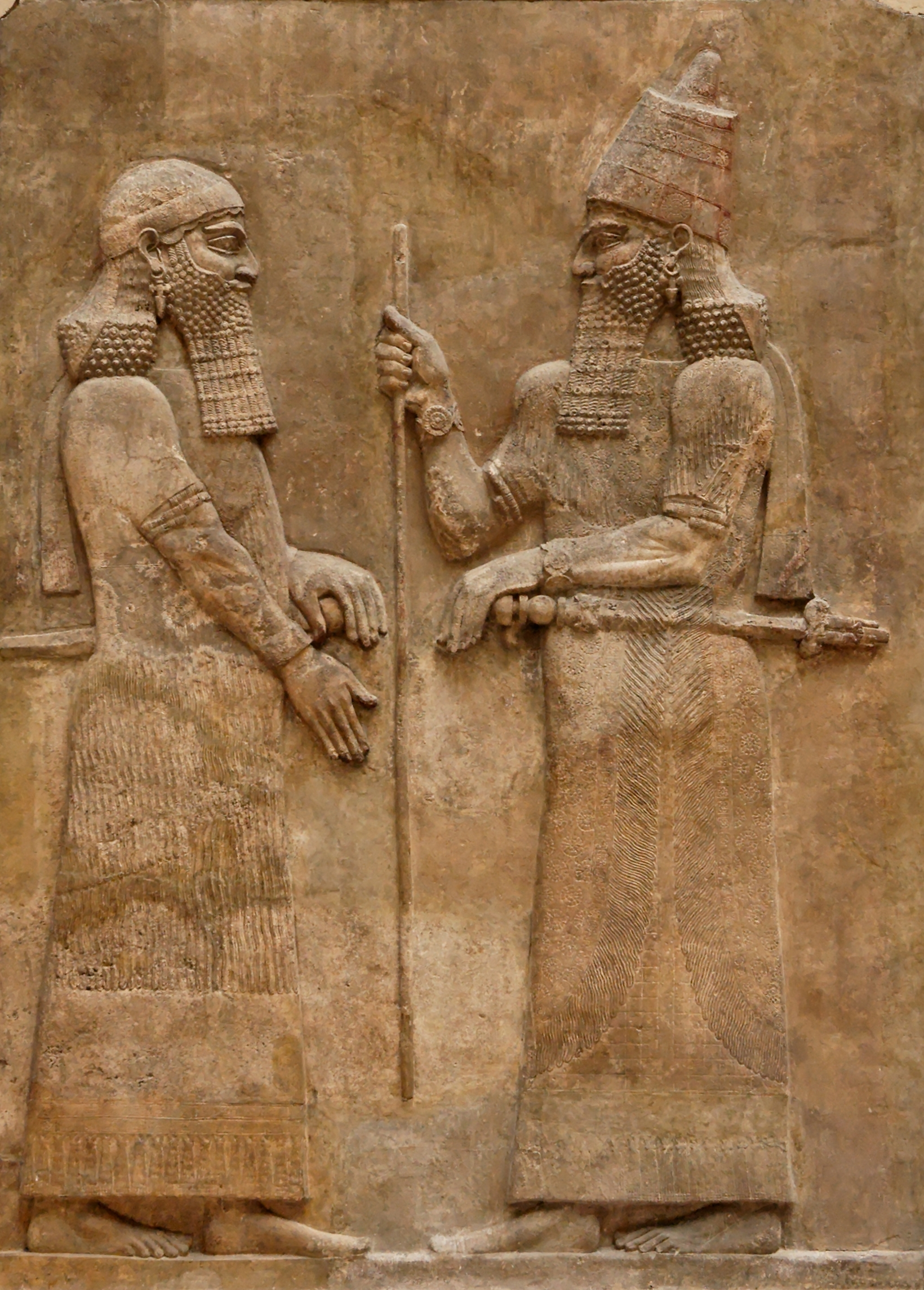
راست: سارگون دوم، پادشاه آشور (۷۲۲–۷۰۵ پ. ز.)، چپ: فردی عالی‌رتبه.

اسکان‌های اجباری و تبعید مردمان شهرهای تسخیر شده و قبایل شورشی مغلوبِ آشوریان را می‌توان به عنوان یکی از نمونه‌های ابتداییِ پاک‌سازی‌های قومی در طول تاریخ دانست. به عنوان مثال سارگون دوم در هنگام نبرد با ارتش مصر، اقدام به تسخیر مجدد مناطق شورشی، تنبیه شورشیان و تبعید شمار زیادی از مردمان شهرهای تسخیر شده به خاک آشور و اسکان مردم مناطق دیگر تحت تسخیر به جای آن‌ها کرد. این اقدام مشخصاً در دو شهر سامریه و حمات در تاریخ ثبت شده است. نتیجه این نبرد شکست مصر در رفح واقع در مرز مصر بود. یکی دیگر از نمونه‌های این تبعیدها توسط آشوریان، تبعید فلسطینی‌های باستان بود. آزیرو حاکم شهر اشدود اقدام به شورش و تحریک دیگر مناطق همجوار برای شورش علیه سارگون دوم کرد. سارگون در سال ۷۱۳ پ. م اقدام به عزل آزیرو و جانشین کردن برادرِش؛ آخیمِتو به جای وی کرد. اما در کمتر از یکسال یعنی در سال ۷۱۲ پ. م مردم اشدود، با سقوط آخیمِتو، یامانی را حاکم و دست به شورش علیه آشوریان زدند. سارگون با حملهٔ مجدد و تسخیر دوباره اشدود، شروع به تبعید مردم شهر و جایگزین کردن مردمی از شرق به جای آنان کرد. به عنوان نمونه‌ای دیگر، سناخریب پسر سارگون دوم که پس از پدرش به تخت نشست، اقدام به تبعید ۲۰۸ هزار نفر از سامره به بابل نمود. با این حال نزد مورخان، تعداد تبعیدیانی که منابع آشوری ذکر کرده‌اند، خالی از اغراق نیست. اخراج و تبعید از موضوع‌های اصلی آثار هنری آشوریان بود. اما انگیزهٔ انجام چنین تبعیدهایی لزوماً خالص‌سازی قومیتی نبوده است. مورخان معتقدند انگیزهٔ این اقدامات آشوریان، تنبیه شورشیان، به دست آوردن کارگر و سرباز، اسکان مناطق استراتژیک و گسترش جمعیت و توسعه شهری شهرهای جدید و قدیمی بوده است.

### کشتار دانمارکیان توسط انگلیسی‌ها

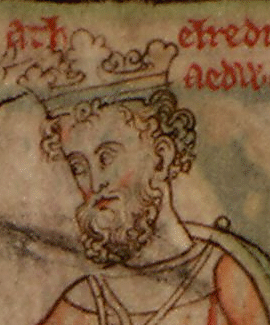
اتلرد دوم، برای پاسخ به حمله دانمارک به انگلستان، دست به کشتار دانمارکی‌های مهاجر در انگلستان زد.

اتلرد دوم ملقب به اتلرد بدفهم، پادشاه انگلستان در سال‌های میان ۹۶۸ تا ۱۰۱۶ میلادی، در سال ۱۰۰۲ در پاسخ به حمله اسوین اول پادشاه دانمارک به انگلستان، اقدام به اعدام و کشتار جمعی دانمارکی‌های مهاجر در کشور خود کرد. معروفترین بخش این حادثه، به «کشتار سنت برایس» شهره گردید. چند ماه پس از ازدواجِ اتلرد با «اِما» دخترِ «ریچارد اول دوک نورماندی»، وی برای مقابله با حمله اسوین، دستور کشتار دانمارکی‌های ساکن در شمال و شرق انگلستان را صادر کرد. وی زمانی این دستور را داد که دریافت دانمارکی‌های مهاجر در انگلستان، به وی خیانت کرده و به حمایت از اسوین، دست به شورش زده‌اند. برخی مورخان معتقدند که این کشتار نه برای از بین بردن همه دانمارکی‌های مهاجر در انگلستان، بلکه فقط برای از میان برداشتن آن دسته از نیروهای دانمارکی که پس از پرداختن باج در اول سال بدان‌ها، هنوز انگلستان را ترک نکرده بودند انجام شد. در این کشتار «گانهیلد»، خواهر اسوین به همراه همسرش «پالیگ» و بچه‌هایشان کشته شدند. این کشتارها تا سال ۱۰۱۳، زمان تسخیر انگلستان به دست اسوین ادامه یافت. پس از این شکست، اتلرد به نرماندی گریخت و پس از مرگ اسوین در سال ۱۰۱۴ میلادی، به انگلستان برگشت و دوباره بر تخت نشست.

### اخراج یهودیان از انگلستان

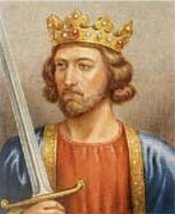
«ادوارد یکم»، پادشاه انگلستان که حکم اخراج یهودیان را صادر کرد.

پس از برتختِ پادشاهی نشستن ادوارد یکم، فشارها بر جامعهٔ یهودیان انگلستان افزایش یافت. تبعیت و پیروی از قوانینِ کلیسا، دلیل یا بهانهٔ اصلیِ این فشارها بود. در این مسیر، ممنوعیت تنزیل خواری یهودی، افزایش تبعیض میان یهودیان و مسیحیان و فشار وارد کردن به یهودیان برای تغییر دین به مسیحیت، اقداماتی بود که حکومت انگلستان برای وارد آوردن فشار بر یهودیان به اجرا گذاشت. در سال ۱۲۷۵ میلادی، ادوارد یکم فرمانی را در مورد یهودیان انگلستان صادر کرد. کُلیت این فرمان از این قرار بود که یهودیان دیگر نمی‌توانستند چرخ اقتصادی خود را با وام‌دهی بچرخانند زیرا این کنش نزد کلیسا و قوانین آن، از مصادیق رباخواری محسوب می‌شد. شایان ذکر است وام‌دهی یهودیان تا پیش از صدور این فرمان، نه‌تنها منع قانونی نداشت، بلکه از پشتیبانی حکومت‌های انگلستان نیز برخوردار بود. از آنجا که بیشتر فعالیت‌ها و درآمدهای اقتصادی یهودیان انگلستان به سیستم وام‌دهی آنان گره خورده بود، این فرمان ممنوعیت، تأثیرات بسیاری بر کاهش درآمد و رکود اقتصاد آنان داشت. در همین راستا، در میانه دههٔ ۱۲۸۰ میلادی، ادوارد یکم پیشنهاد داد یهودیانی که به مسیحیت بگروند، اجازه دارند نیمی از دارائی‌های خود را حفظ و نیمی دیگر را به خانه تغییر واگذارند. در آن برهه؛ یهودیانی که از مسیحی شدن امتناع می‌ورزیدند، باید همه دارائی‌های خود را به خزانه سلطنتی تحویل می‌دادند. عده‌ای از یهودیان از این فرمان سرپیچی کرده و دست به شورش‌هایی علیه یهودیان مسیحی شده زدند. یکی از این شورش‌ها در شهر آکسفورد با حمله به یهودیانی که اقدام به دادن مالیات به خانه تغییر کرده‌بودند، صورت گرفت. سرانجام ۱۸ ژوئیهٔ سال ۱۲۹۰ میلادی، ادوارد یکم دستور داد که یهودیانی که از مسیحی شدن امتناع ورزیدند، تا نوامبر همان سال باید انگلستان را ترک گویند.

### اخراج یهودیان از فرانسه

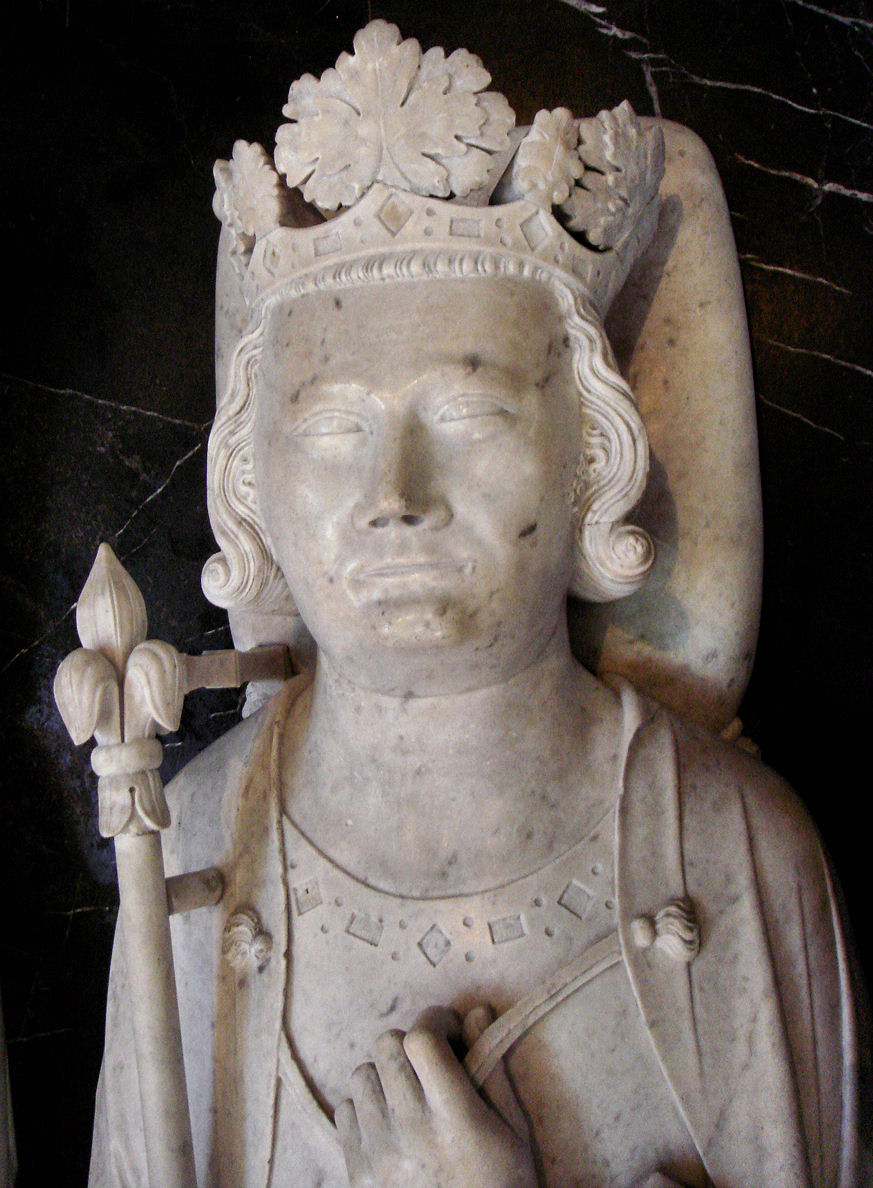
تندیس «فیلیپ چهارم، پادشاه فرانسه»، که اقدام به اخراج یهودیان از قلمروی زیر فرمانش کرد.

بسیاری از یهودیان انگلستان، پس از اخراج توسط ادوارد یکم، دست به مهاجرت به فرانسه زدند. پادشاه وقت فرانسه، فیلیپ چهارم، پادشاه فرانسه، به دلیل جنگ با فلاندرها و مشکلات ناشی از سقوط ارزش پول رایج، با معضلات مالی بسیاری دست به گریبان بود. وی تصمیم گرفت برای برون‌رفت از این چالش‌های مالی، اقدام به ضبط اموال و دارایی‌های یهودیان کند. بر اساس سنت‌های فئودالی قرون وسطا و همچنین حمایت کلیسای کاتولیک رم، این عمل شاه کاملاً قانونی بود. به‌طور مثال در سال ۱۲۱۵، پاپ اینوسنت سوم با فراخوانی شورای کلیسای رم، اقدام به قدغن ساختن زندگی، کار و تجارت میان یهودیان و مسیحیان کرده بود. در روز ۲۲ ژوئیهٔ ۱۳۰۶ میلادی، صدهزار یهودی به‌طور ناگهانی دستگیر و مجبور شدند تنها به دریافت بخش اندکی از دارایی‌های خود رضایت دهند. سپس به آنان یک ماه فرصت داده‌شد تا فرانسه را ترک کنند. اگرچه برای اتمام فرایند ضبط دارایی، بسیاری از آن‌ها تا اکتبر همان سال فرانسه را ترک نکردند. پس از پایان مصادره دارایی یهودیان، همهٔ سرمایه‌های آن‌ها حراج و درآمد حاصل از آن وارد خزانهٔ فیلیپ شد. تمام طلب‌های یهودیان به شاه منتقل شد و وی همه طلب‌های یهودیان را از مسیحیان واستاند.

### اخراج یهودیان از اسپانیا

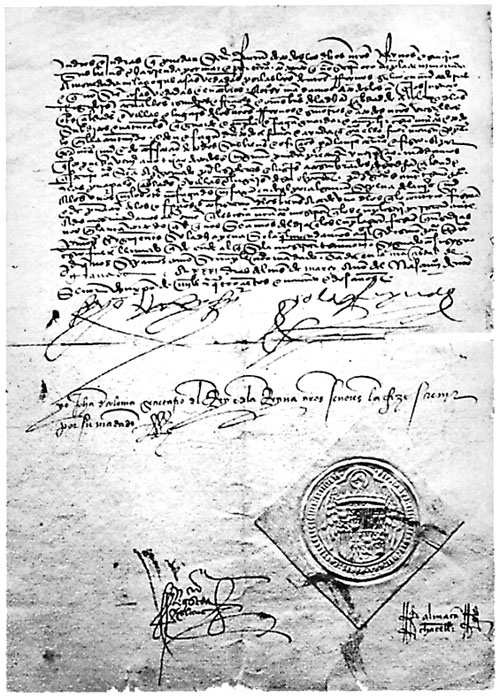
یک نسخه امضاء شده از فرمان اخراج یهودیان از اسپانیا موسوم به فرمان الحمرا.

در سال ۱۴۹۲ میلادی، فرناندوی دوم، پادشاه آراگون به همراه همسرش ایزابل یکم، ملکه کاستیا، برای رسیدن به اهداف سیاسی‌شان یعنی اتحاد پادشاهی‌های خود و حکومت بر کل اسپانیا بر اساس تئوریِ «یک اسپانیای کاملاً کاتولیک و متحد»، تصمیم به برداشتن موانع این امر گرفتند. آنان برای این منظور، اقدام به پاک‌سازی جمعیت‌های مسلمان و یهودیِ ساکن در شبه جزیره ایبری کردند. شایان ذکر است که سابقهٔ اسکان یهودیان در اسپانیا، به زمان امپراتوری روم بازمی‌گشت. یهودیان پیش از اخراج از اسپانیا، به مدت قرن‌ها از مهم‌ترین بازیگران عرصهٔ اقتصادی و از مهم‌ترین مشاوران و پزشکان طبقه اشراف و پادشاهان اسپانیا بودند. کشمکش، بدگمانی، آزار و شکنجهٔ یهودیان، باعث شد که عدهٔ بسیاری از آنان در قرن ۱۵ میلادی تغییر دین داده و به کیش مسیحی درآیند. در آن هنگام، ایدهٔ رسیدن به یک اسپانیای کاملاً کاتولیک و متحد رواج پیدا کرده‌بود. متعصبانِ کاتولیکِ اسپانیایی، برای از میان برداشتن باقی‌ماندهٔ یهودیان، در سال ۱۴۸۰، دادگاه‌های تفتیش عقاید، با حوزه اختیارات فراوان تأسیس کردند. با این حال، ترکیبی از بدگمانی ایزابل و فرناندو و فشارهای مسیحیان متعصب، منجر به صدور فرمان اخراج یهودیان در ۳۱ مارس ۱۴۹۲ شد. بر اساس این فرمان، یهودیان یا باید به کیش مسیحیت درمی‌آمدند یا اسپانیا را ترک می‌گفتند. اگرچه عدهٔ بسیار کمی از یهودیان اخراجی، در قرن ۱۸ میلادی دوباره به اسپانیا بازگشتند، با این حال این فرمان تا سال ۱۹۶۸ میلادی که رسماً توسط ژنرال فرانسیسکو فرانکو لغو گردید، اعتبار قانونی داشت.

### اخراج مسلمانان از اسپانیا

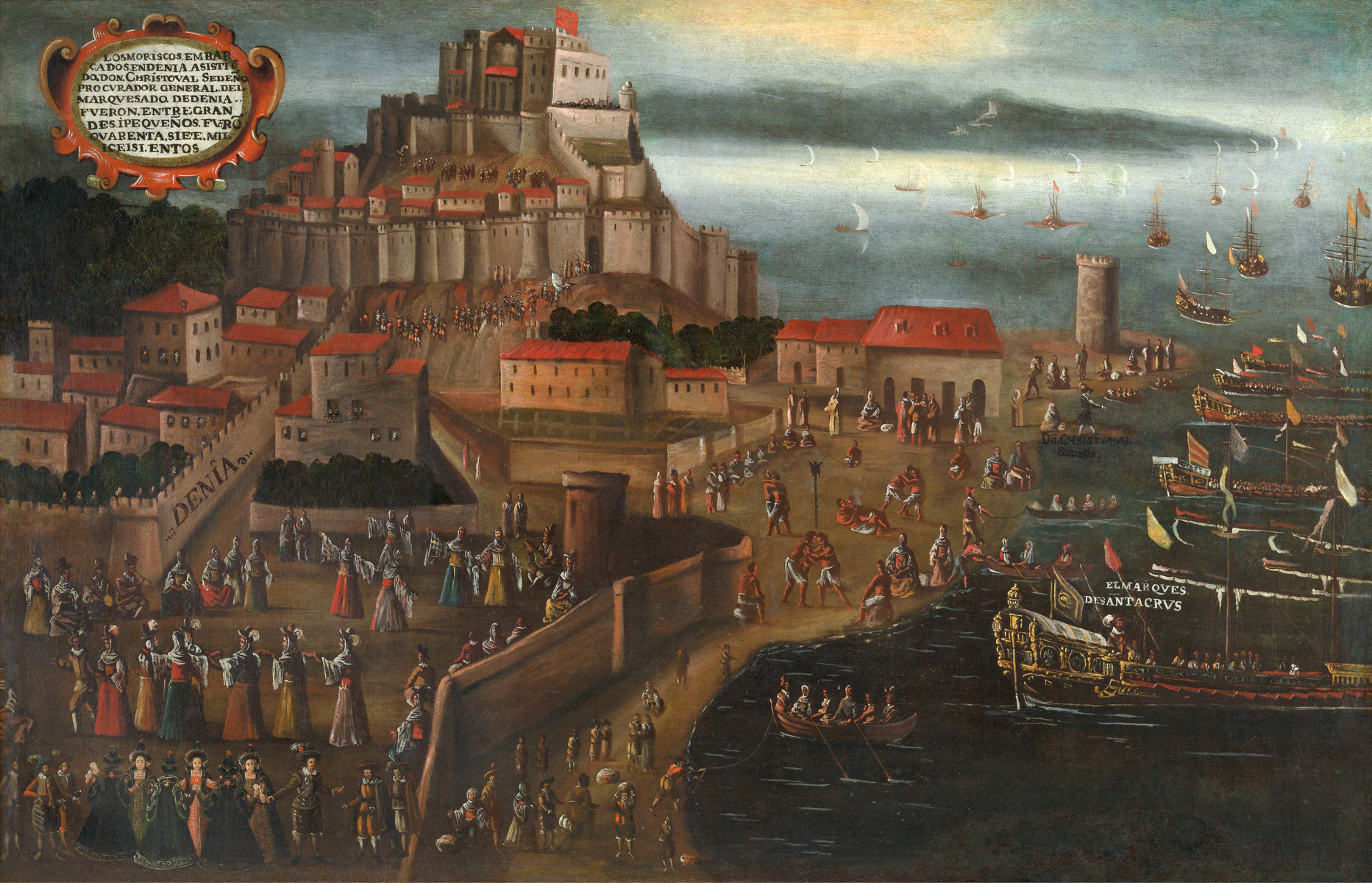
نگاره‌ای از اخراج موریسک‌ها از اسپانیا، بندر دنیا، اثر ویسنته مِستره

مسلمانان اسپانیا در طول حیات خود در آن سرزمین، فراز و فرودهای بسیاری را تجربه کردند. از زمان سقوط آندلس در سال ۱۴۹۲ میلادی به دست فرناندوی دوم تا اخراج کامل در تاریخ ۹ آوریل ۱۶۰۹ به دستور فیلیپ سوم، مشکلات و محدودیت‌های بسیاری را از سوی فرمانروایان کاتولیک متحمل شدند. پس از سقوط آخرین قلمرو مسلمانان در اسپانیا یعنی امارت غرناطه، یکدست‌سازی چهره مذهبی اسپانیا، به آرمان حاکمان مسیحی آنجا تبدیل شد. ترکیبی از تبعیض علیه مسلمانان، ظن کمک موریسک‌ها به دشمنان اسپانیا مخصوصاً امپراتوری عثمانی و دیگر فشارهای مذهبی– فرهنگی، از قبیل ممنوعیتِ زبانِ عربی، مراسمِ مذهبیِ اسلامی و پوشیدنِ اجباریِ لباس‌هایِ اروپایی، باعث بروز شورش‌هایی به دست مسلمانان شد. فیلیپ دوم این شورش‌ها را با تمام توان سرکوب کرد و موریسک‌ها را در سرتاسر اسپانیا پراکند. اما چندی بعد افزایش فشارها برای اخراج، بدبینی، طمعِ تَمَلُکِ اموال موریسک‌ها، جبران شکست سنگین اسپانیا از شورشیان پروتستان هلندی و بازسازی چهرهٔ حاکمیتی کاتولیک و مقتدر نزد مردم داخلی، باعث صدور فرمان اخراج موریسک‌ها به شمال آفریقا در آوریل ۱۶۰۹ شد. بدیهی‌ست بسیاری از موریسک‌ها در میانهٔ راه تبعید به شمال آفریقا، به دلیل گرسنگی و درگیری‌ها جان خود را از دست دادند.

### جابه‌جایی‌های اجباری امپراتوری عثمانی و روسیه
امپراتوری عثمانی سیاستی به نام سورگون (به ترکی استانبولی: Sürgün) را در تبعید گروه‌هایی خاص به اجرا می‌گذاشت. از همان نخستین سال‌های امپراتوری، مقامات عثمانی مکرراً مسلمانان (اغلب مردم نیمه‌عشایری) را برای تقویت مرزهای خود در اروپا، به سمت غرب جابه‌جا می‌کردند. هدف این جابه‌جایی‌ها در درجهٔ اول تبدیل جمعیت‌های مستقل به جمعیت‌های وفادار و مفید برای سلطان بود. همچنین امپراتوری عثمانی از مهاجرت اجباری جهت توسعهٔ جمعیتی قسطنطنیه پس از تصرف شهر در سال ۱۴۵۳ سود جست. سلطان محمد دوم یهودیان را به قسطنطنیه منتقل کرد. چنین‌جابه‌جایی‌هایی با پاک‌سازی قومی مدرن از لحاظ انگیزه تفاوت می‌دارد. هدف حاکمان عثمانی از این جابه‌جایی‌ها، کمتر خالص‌سازی قومیتی - اعم از مذهبی، قومی یا نژادی - بوده و بلکه بیشتر اهداف استراتژیک و اقتصادی را دنبال می‌کرده است. در قرن هجدهم میلادی نیز، امپراتوری روسیه و امپراتوری عثمانی، جابجایی‌هایی جمعیتی، میان خود داشتند. بر اساس «قرارداد کوچوک - کاینارژی» که پس از شکست عثمانی از روسیه در سال ۱۷۷۴ میان دو دولت بسته شد، روسیه علاوه بر امتیازاتی که به دست آورد، حق حمایت از مردمانِ مسیحیِ ارتدوکسِ بالکان را نیز از عثمانی گرفت. در مقابل عثمانی نیز حق جابه‌جایی بخش بزرگی از مردمان مسلمان زیر حاکمیت روسیه را به دست آورد. بدین ترتیب گروه‌هایی از مسلمانان روسیه مانند «چِرکِس‌ها»، «اوبیخ‌ها» و «تاتارها» توسط امپراتوریِ عثمانی به آناتولی کوچانده شدند. امپراتوری روسیه نیز به دلایل استراتژیک، مسلمانان تاتار کریمه را مکرراً جابه‌جا و از مرزهای جنگی دور نگاه می‌داشت. اینچنین رفته‌رفته در طول یک قرن، کریمه خالی از جمعیت تاتار گردید.

## استعمار و پاک‌سازی قومی
در تمام دوران استعمار اروپاییان، دکترین اصلی استعمار آنان بر اساس دو مفهوم «ناکجاآباد» یا «سرزمین بلاصاحب» استوار بود. بر این پایه، تصرف و تملک سرزمین‌های همه قبایل و مردمانی که نمی‌توانستند مالکیت خود را بر سرزمین‌شان به‌طور مکتوب سندیت ببخشند، جایز بود. این امر سبب شد که در طول استعمار، رفته‌رفته گروه‌های بزرگ انسانی را از سرزمین‌های اجدادی‌شان بیرون برانند. عملاً فتح تمامی مستعمرات اروپاییان —مانند مکزیک، استرالیا، آمریکا— خشن بودند، و برخی از آن‌ها منجر به پاک‌سازی قومی خونین شدند.

### نابودی تائینوها
تائینوها نخستین قومی بودند که کریستف کلمب با آنان در هیسپانیولا —هاییتیِ امروزی— روبه‌رو شد. آن‌ها از خانوادهٔ مردمان آراواک بودند. اگرچه اسپانیایی‌ها با استقبال گرم تاینوها مواجه شدند، اما طولی نکشید تازه‌واردان اروپایی، به روش‌های مختلف، شروع به زیر سلطه درآوردن و نابودی آنان کردند. استفاده از تاینوها به عنوان برده در کارهای طاقت‌فرسا در جزایر طلا، قتل‌عام، زنده‌زنده سوزاندن، خودکشی‌های دسته‌جمعی به دلیل فشار مهاجران و میکروب‌ها و ویروس‌های کشنده‌ای که توسط اروپاییان بدان سرزمین آورده شده‌بود و جمعیت بومی را مبتلا می‌کرد، دست به دست هم داد تا در اواخر قرن ۱۶ میلادی، حتی یک نفر از آن قوم برجای نماند.

### جابه‌جایی اجباری سرخپوستان در آمریکای شمالی

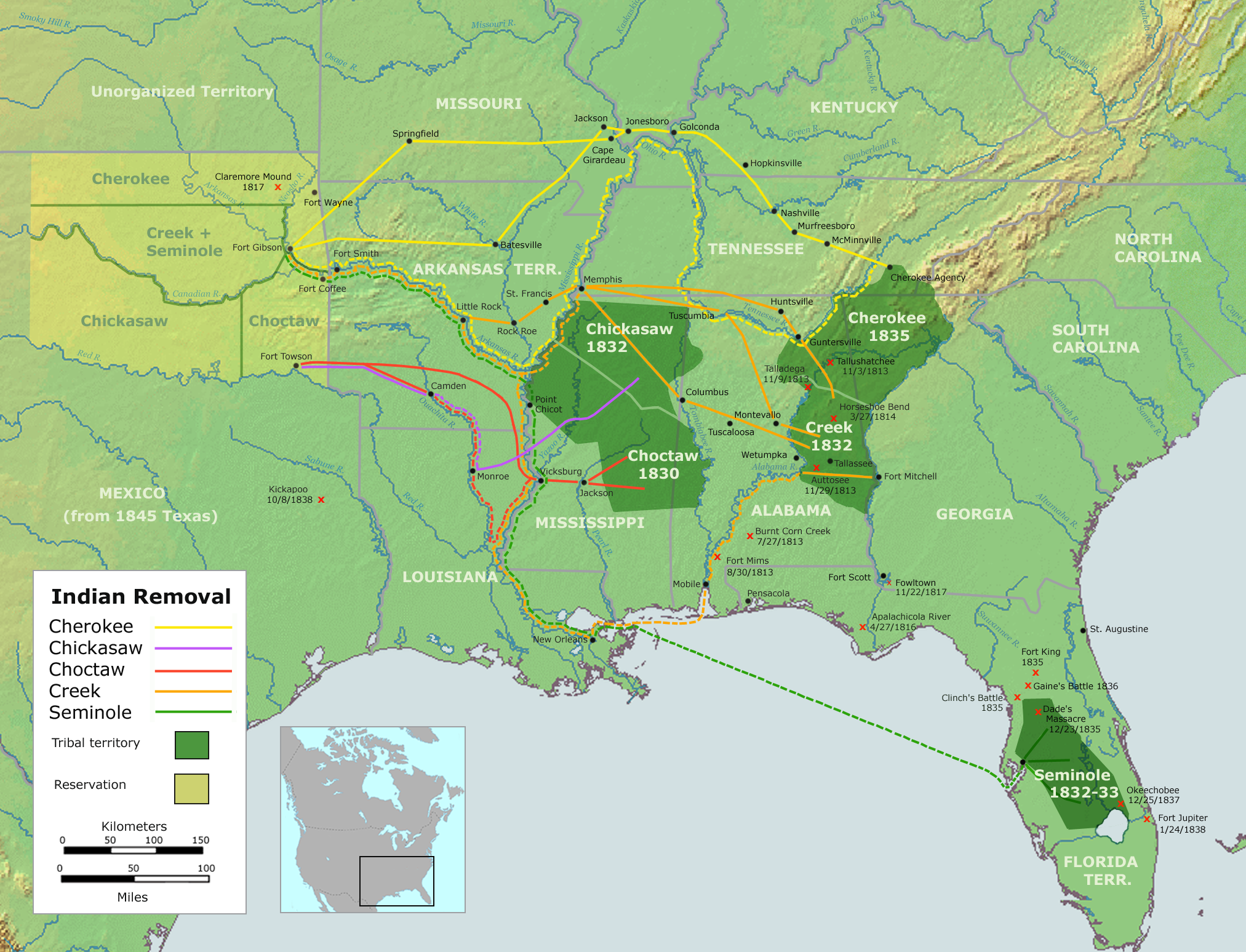
مسیرهای جابه‌جایی قبایل سرخ‌پوست در قرن ۱۹ میلادی.

جابه‌جایی اجباری سرخپوستان توسط مهاجران سفیدپوست در آمریکای شمالی در قرن ۱۸ و ۱۹ میلادی به عنوان نمونه‌ای از پاک‌سازی قومی ذکر شده است. مهاجران اروپایی سیاست کلی کشتار یا اخراج همهٔ سرخپوستان را نداشتند، اما گروه‌های ویژه‌ای را برای اخراج هدف قرار دادند. ترکیب فرایندهای متعددی منجر به خروج مردم بومی آمریکا از اراضی وسیعی در شمال آمریکا گشت. امضای پیمان و خرید زمین اغلب به عنوان مؤثرترین راه برای به دست آوردن سرزمین‌های بومی بود. مهاجران اروپایی هیچ رابطه‌ای با سرخپوستان، چه دوستانه چه خصمانه، نداشتند. سرخپوستان با تازه‌واردان معامله کرده و در نواحی مرزی اختلاط میان آن دو باعث به وجود آمدن هویت‌های ترکیبی پیچیده گردید. اما زور و تهدید هم در بیرون راندن مردم بومی استفاده شد. سیاست حذف سرخپوستان توسط دولت مرکزی آمریکا در سال‌های ۱۸۳۰، که شامل حذف قبیله چروکی بود، ترکیبی از زور و رفتار قانونی بود. پس از جابه‌جایی اکثر سرخپوستان از ایالات شرقی آمریکا، ایالات متحده از طریق عملیات نظامی سرخپوستان را از مناطق مرزی در حال گسترش مهاجران اروپایی بیرون می‌کرد. در نهایت دولت مرکزی آمریکا جمعیت بازمانده سرخپوست را به زمین‌های خاصی که جهت استفاده سرخپوستان بود محدود کرد. این نوع از پاک‌سازی قومی به بازسازی نقشه‌های قومی در مناطق بزرگی از ایالات متحده کمک کرد.
به گفتهٔ مایکل مان از دیدگاه مهاجران، سرخپوستان اقوام غیر متمدن، وحشی و مجزا از شهروندان متمدن مهاجر بودند، و این پاک‌سازی آن‌ها را توجیه می‌کرد. به گفتهٔ توماس جفرسون «اگر ما زمانی مقید به مقابله با قبیله‌ای بشویم، هرگز تا پیش از نابودی کامل آن قبیله متوقف نمی‌شویم.»

### پاک‌سازی قومی در جزیره دیگو گارسیا

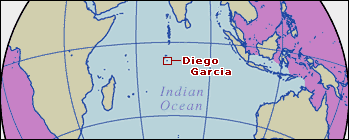
جای دیه‌گو گارسیا در اقیانوس هند.

آخرین مورد از پاک‌سازی‌های قومی استعماری، در مجمع‌الجزایر شاگوس در قلمرو بریتانیا در اقیانوس هند انجام گرفت. این جزایر مرجانی که در ۲۰۰۰ کیلومتری شمال شرقی جزیرهٔ موریس و فاصلهٔ ۱۲۰ کیلومتر در امتداد مالدیو واقع شده‌اند، قبلاً از سوی بریتانیا جزء مناطق وابسته به جزیرهٔ موریس اعلام شده بود. تا پیش از پاک‌سازی، شاگوسی‌ها در این جزایر در حدود ۲۰۰۰ نفر جمعیت داشتند. شاگوسی‌ها متشکل از افرادی دورگه با ریشهٔ موریسی و زبان فرانسوی بودند. اینان از پنج نسل پیش در این جزایر زندگی می‌کردند. پیش از استقلال موریس در سال ۱۹۶۸، بریتانیا مجمع‌الجزایر شاگوس را از موریس جدا و آن‌ها را به مجمع‌الجزایر سیشل ملحق کرد.

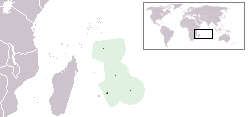
جای جزیرهٔ موریس در اقیانوس هند.

موریس در ازای از دست دادن مجمع‌الجزایر شاگوس، ۳ میلیارد لیرهٔ استرلینگ از بریتانیا به عنوان غرامت دریافت کرد. پس از انعقادِ قرارداد اجارهٔ جزیرهٔ دیگو گارسیا —که بزرگ‌ترین جزیرهٔ مجمع الجزایر شاگوس است— میان بریتانیا و ایالات متحده در سال ۱۹۶۶، همهٔ ساکنان بومی، از جزیره رانده شدند. جزیره موریس در ازای غرامتی که دریافت کرد، پذیرفت که شاگوسی‌ها را در جزایر دیگر خود نظیر «آگاله‌گا» اسکان دهد. اما شاگوسی‌ها که هیچ غرامتی مستقیماً دریافت نکرده بودند، حاضر به پذیرش این امر نشدند. سرانجام، بریتانیا در سال ۱۹۸۲ پذیرفت که غرامتی دیگر با مبلغ بسیار کمتری به شاگوسی‌ها پرداخت کند.

## پاک‌سازی‌های قومی در قرن بیستم میلادی
از اواخر قرن ۱۹ میلادی به بعد سه موج پاک‌سازی قومی مدرن بوقوع پیوست. این سه موج نقشه مذهبی-نژادی اکثر کشورهای اروپایِ مرکزی و شرقی و غرب آسیا را تغییر داده و باعث ایجاد یکدستی ملی بیشتری شد. ویژگی مشترک این وقایع این است که عاملان آن‌ها بارها و بارها با ادعای اینکه در واقع خود آن‌ها قربانی گروه‌هایی شده‌اند که هدف حذف قرار گرفته‌اند، خود را «حق به جانب» نشان داده‌اند. عاملان هنگام توصیف قربانیان از گفتمانی استفاده می‌کنند که به تنش‌های درازمدت قومیتی یا مذهبی بازمی‌گردد، و پس از یک مرحله افراطی‌شدن سریع این گفتمان، عموماً به پاک‌سازی قومی ختم می‌شود. در برخی موارد، افراط شدن گفتمان مستقیماً به نسل‌کشی منجر می‌شود، اما در بقیه، پاک‌سازی قومی به عنوان هدف مطلوب برای حذف گروهی که خطرناک توصیف می‌شود استفاده می‌شود.

### موج نخست

#### پیش از جنگ جهانی اول
فروپاشی امپراتوری عثمانی و همچنین رشد ناسیونالیسم خصوصاً در بالکان، باعث ایجاد درگیری‌ها، جابه‌جایی‌ها و پاک‌سازی‌هایی در آن منطقه شد. در نتیجه شمار زیادی از مردم بوسنیایی، بلغار، کُرد، ارمنی، پوماک، چرکس، یونانی، تاتار و ترک مجبور به جابه‌جایی شدند. پس از شکست‌های امپراتوری عثمانی و از دست دادن بخش‌های زیادی از اروپا در جنگ اول بالکان در سال ۱۹۱۲–۱۹۱۳، پاک‌سازی قومی علیه مسلمانان ساکن بلغارستان و مقدونیه که شامل تهدید و حملات خشن به آنان بود، شروع شد. نتیجهٔ این حملات کاهش جمعیت مسلمانان در این نواحی بود. این پاک‌سازی قومی در زمان جنگ جهانی اول (۱۹۱۴–۱۹۱۸) و کمی پس از آن بیشترین شدت را داشت.

#### در جنگ جهانی اول
در طول جنگ جهانی اول امپراتوری روسیه و عثمانی گروه‌هایی را که فکر می‌کردند به اندازه کافی وفادار نیستند، به اجبار مهاجرت می‌دادند. مهاجرت‌های اجباری در امپراتوری عثمانی به نسل‌کشی نیز انجامید.

##### نسل‌کشی‌های ترکان عثمانی

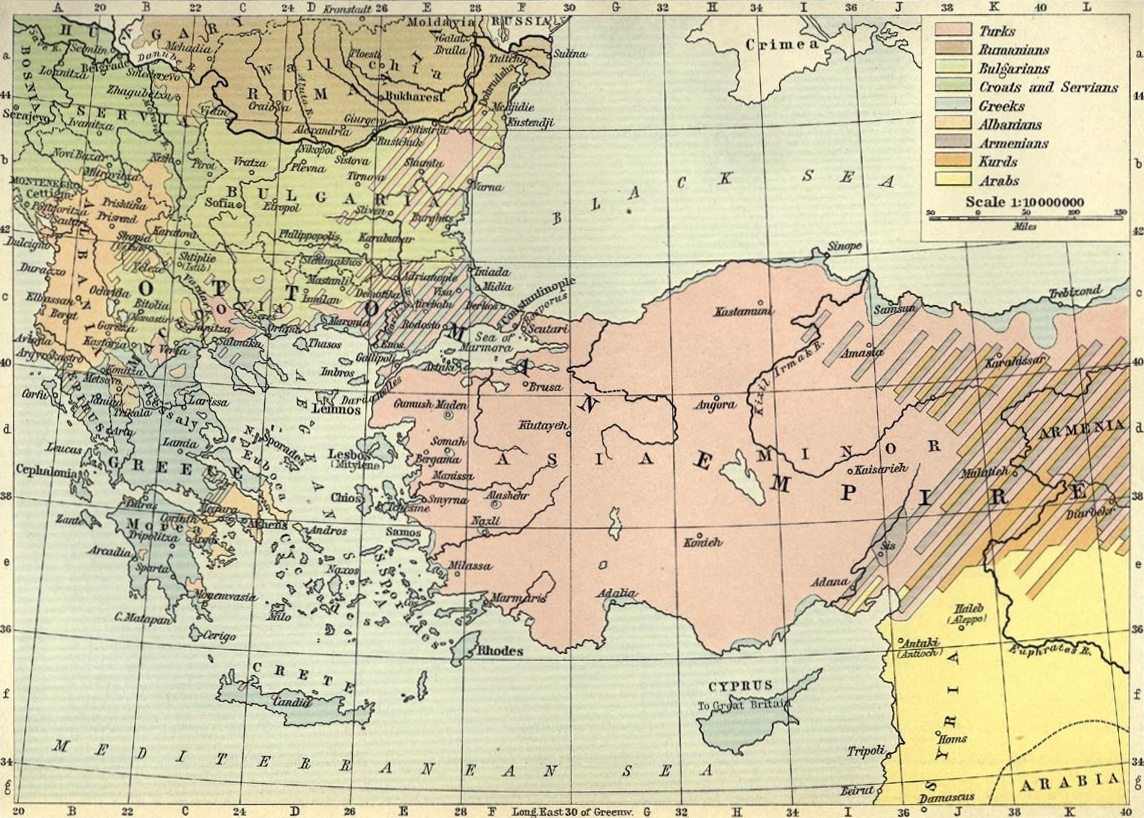
بخش‌های ارمنی‌نشین شرقی امپراتوری عثمانی که توسط ترکان پاک‌سازی نژادی شد.

جنبش ترکان جوان پس از به‌قدرت رسیدن در سال ۱۹۰۸ میلادی در عثمانی، رفته‌رفته به تمایلات پان ترکیستی گروید. آن‌ها تمایل به گسترش مرزهای سرزمینی خود داشتند اما بیشتر سرزمین‌های اروپایی تحت سیطرهٔ خود را از دست داده‌بودند. به همین سبب ترکان جوان به فکر شکست دادن امپراتوری روسیه و گسترش مرزهای خود در شرق و ضمیمه ساختن مناطق ترک‌زبان قفقاز و آسیای مرکزی به امپراتوری عثمانی افتادند. همچنین با توجه به آموزه‌های پان‌ترکیستی، در پی ایجاد کشوری با نژادی واحد برای ترک‌ها و تسخیر همهٔ سرزمین‌های ترک‌زبان-مسلمان برآمدند. بر همین اساس، ترکان عثمانی شروع به پاک‌سازی مناطق غیرترک‌نشین امپراتوری کردند. در این راستا، ارمنیان که بزرگ‌ترین اقلیت غیرترک ساکن در عثمانی و همچنین جداکنندهٔ مناطق ترک‌زبان قفقاز و ترکان عثمانی از منظر جغرافیایی بودند، قربانی نخستین نسل‌کشی قرن بیستم شدند. هم‌زمان اقوام دیگر نظیر یونانیان و آشوریان مسیحی نیز در همین راستا نسل‌کشی شدند.

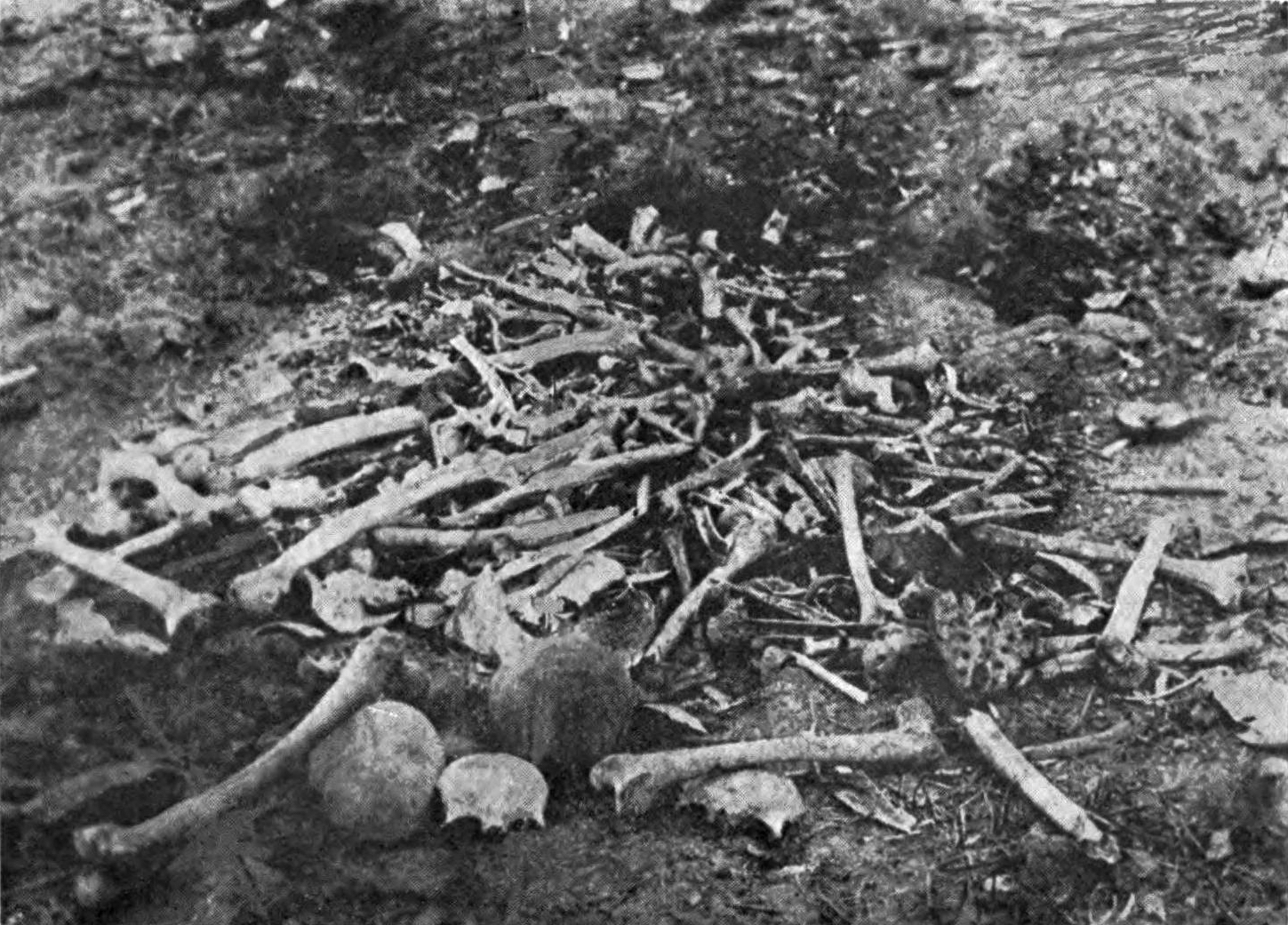
بقایای اجساد پیدا شدهٔ ارمنی‌ها در ارزنجان.

در خلال جنگ جهانی اول و در فاصلهٔ سال‌های ۱۹۱۵ تا ۱۹۱۷، دولت عثمانی که در آن هنگام به دست ترکان جوان اداره می‌شد، به کشتار و پاک‌سازی نژادیِ مردم غیرنظامیِ ارمنی و آشوریِ ساکنِ بخش‌های شرقی این امپراتوری اقدام کرد. البته پیش از جنگ جهانی اول نیز کشتاری علیه ارمنیان، به دست سلطان عبدالحمید دوم صورت گرفته بود، اما میزان و ابعاد قتل‌عام ارمنیان به دست ترکان جوان در زمان جنگ جهانی اول، بسیار فراتر از کشتار ایشان به دست عبدالحمید دوم بود. ترکان عثمانی پیش از آغاز نسل‌کشی، با تبلیغات وسیع، سعی در معرفی ارمنیان و آشوریان به عنوان خائن به کشور و هم‌دستان امپراتوری روسیه در جنگ با عثمانی کردند. دولت عثمانی در این پاک‌سازی، به غیر از شیوهٔ دستگیری و اعدام‌های رسمی ارمنی‌ها، اقدام به تبعید مردان، زنان و کودکان ارمنی از خانه و شهرهایشان و تحمیل راهپیمایی‌های طویل المسافت به‌سمت جنوب و به بیانی دقیق‌تر بسوی صحراهای سوریه و میان‌رودان بدون دسترسی به آب و غذا و به همراه اذیت و آزار جنسی و غیر جنسی در طول مسیر توسط افسران ترک نمود. دولت عثمانی در مدت چند سال با این شیوه توانست سرزمین‌های وسیعی از بخش‌های شرقی این امپراتوری را خالی از جمعیت ارمنی کند. در این میان حدوداً یک تا یک و نیم میلیون ارمنی به طرق مختلف جان خود را از دست دادند.

اجساد مسیحیان آشوری در جریان نسل‌کشی آنان.

در همین میان و با استفاده از شیوه‌های مذکور، ترکانِ عثمانی جامعه صد الی صدوپنجاه هزار نفریِ آشوریان را نیز نابود کردند. ترکانِ عثمانی حتی، در اوایل سال ۱۹۱۵، با اشغال مناطق شمال غربی ایران، وارد خاک این کشور شده و دست به کشتار و غارت آشوریان حائل در مرز ایران-عثمانی و حتی آشوریان ساکن در ایران زدند. در ژانویهٔ سال ۱۹۱۵ و پس از عقب‌نشینی نیروهای ارتش روسیه تزاری از ارومیه، سربازان ترک عثمانی به همراه دسته‌جات مسلح کُرد، دست به کشتار آشوریان ایران زدند. به عنوان نمونه، در یک مورد نیروهای متجاوز، اقدام به محاصره، غارت و نابودی «روستای گلپشن» —بزرگ‌ترین و ثروتمندترین روستای آشوری‌نشین ارومیه— نمودند. این روستای آشوری‌نشین، دو هزار و پانصد نفر جمعیت داشت که در این حمله، همهٔ آشوریان روستا بجز دویست نفر کشته شدند. در «روستای هفتوان» —دیگر روستای آشوری‌نشین ایران نزدیک ارومیه— ۷۵۰ نفر گردن زده شدند و پس از آن ۵ هزار زن و کودک آشوری به اسارت کُردها درآمدند. در پی کشتارهای آشوریان، تنها ۲۵ هزار نفر از آشوریان ایران موفق به فرار از مرگ شده و در قفقاز جنوبی پناه گرفتند.

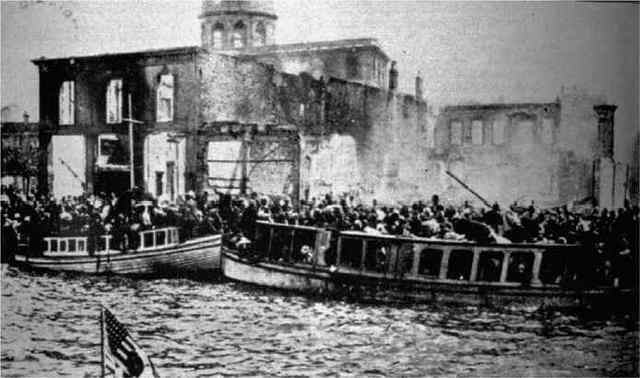
شهروندان یونانی برای نجات از کشتار ازمیر در حال تلاش برای رسیدن به کشتی‌های نیروهای متفقین هستند (سال ۱۹۲۲). این عکس از یک ناو جنگی ایالات متحده گرفته شده است.

در خلال سال‌های فروپاشی امپراتوری عثمانی، جنگ اول بالکان و جنگ جهانی اول و همچنین رشد پان‌ترکیسم در میان سردمداران عثمانی و همچنین جنبش‌های ملی‌گرایانه در بالکان و شرق اروپا که مناطق تحت سلطه عثمانی بود، ترکان عثمانی شروع به جابه‌جایی، کشتار و پاک‌سازی همه‌جانبهٔ جمعیت یونانی باقی‌مانده در امپراتوری عثمانی کردند. این کشتارها که مقارن با حملهٔ یونان به ترکیه بود. در خلال جنگ‌های یونان و ترکیه (۱۹۲۲–۱۹۱۹) و پس از پیروزی ملی‌گرایان ترک در سال ۱۹۲۲، یونانیان بسیاری مجبور به مهاجرت گسترده شدند. در آن هنگام یونانیان بیشتر در شمال آناتولی، پنتوس، تراس و ناحیهٔ اژه ساکن بودند. در شهر ازمیر، تا پیش از این جنگ، یونانیان نیمی از جمعیت این شهر را تشکیل می‌دادند. ترکان عثمانی با توسل به تبعید، پیاده‌روی‌های طولانی بدون دسترسی به آب و غذا به همراه آزارهای افسران ترک در میان راه و کشتار، باعث فراری دادن و نابودی جمعیت بزرگی از یونانیان ساکن در آناتولی شدند. یونانیانی که از کشتار جان سال به دربردند نیز پس از پایان جنگ‌های یونان و ترکیه بر اساس قرارداد لوزان، به خاک کشور رقیب کوچانده شدند. البته معیار ترک یا یونانی بودن مذهب انتخاب شد و نه اینکه خود شخص خود را ترک یا یونانی محسوب کند. اجباری بودن جابه‌جایی و سختی‌هایی که به مهاجران وارد شد، آن را تبدیل به پاک‌سازی قومی‌کرد.

##### پاک‌سازی قومی توسط امپراتوری روسیه
امپراتوری روسیه، در خلال جنگ جهانی اول، حدود یک پنجم یهودیان روسیه و همچنین کسانی که نژاد آلمانی داشتند را از منطقه جنگی جابه‌جا کرد. یهودیان روسیه در «قلمروی اسکان» که جزو مناطق جنگی محسوب می‌شد می‌زیستند. روس‌ها آنان را به همدستی و جاسوسی برای دشمنان روسیه در جنگ جهانی اول متهم کرده و به این بهانه، بسیاری را اعدام و جابه‌جا کردند. زمینه جابه‌جاییِ یهودیان از مناطق مرزی، به دلیل جَو یهودستیز حاکم بر جامعهٔ آن زمان روسیه و اتهاماتی که بر همهٔ یهودیان روسیه زده می‌شد، همراه با سانسور شدید نظامی، فراهم شده بود. این جابه‌جایی به دلیل عقب‌نشینیِ ارتش روسیه و مرزِ جنگی شدنِ مناطق یهودی‌نشین، شتاب روزافزونی یافت. جابه‌جایی یهودیان در ۱۵ مارس ۱۹۱۵ آغاز و ۳ مه همان سال، یعنی زمانی که ۲۰۰ هزار یهودی ساکن در کانوو و کورلند دستوری مبنی بر خروجی ۴۸ ساعته از منطقه را دریافت کردند، به اوج خود رسید. در این پاک‌سازی در حدود ۶۰۰ هزار یهودی از خانه‌های خود بیرون و جابه‌جا شدند.

### موج دوم
موج دوّم پاک‌سازی قومی در جنگ جهانی دوم به اوج رسید. آلمان نازی از طریق مهاجرت‌های اجباری قصد داشت که نقشهٔ قومیتی اکثر سرزمین‌های اروپایی شرقی و مرکزی را ناحیه‌ای تحت سلطه نژاد «آریایی» دربیاورد. به عنوان مثال جهت افزایش آلمانیان در غرب لهستان، صدها هزار لهستانی را اخراج کردند. بعدها در طول جنگ، هاینریش هیملر تصمیم گرفتند که میلیون‌ها اسلاوِ اوکراینی و روس سفید را به سمت شرق اخراج کنند که بیشتر این نقش‌ها به دلیل شکست آلمان‌ها عملی نشد.

#### در جنگ جهانی دوم

##### نسل‌کشی و پاک‌سازی قومی توسط آلمان

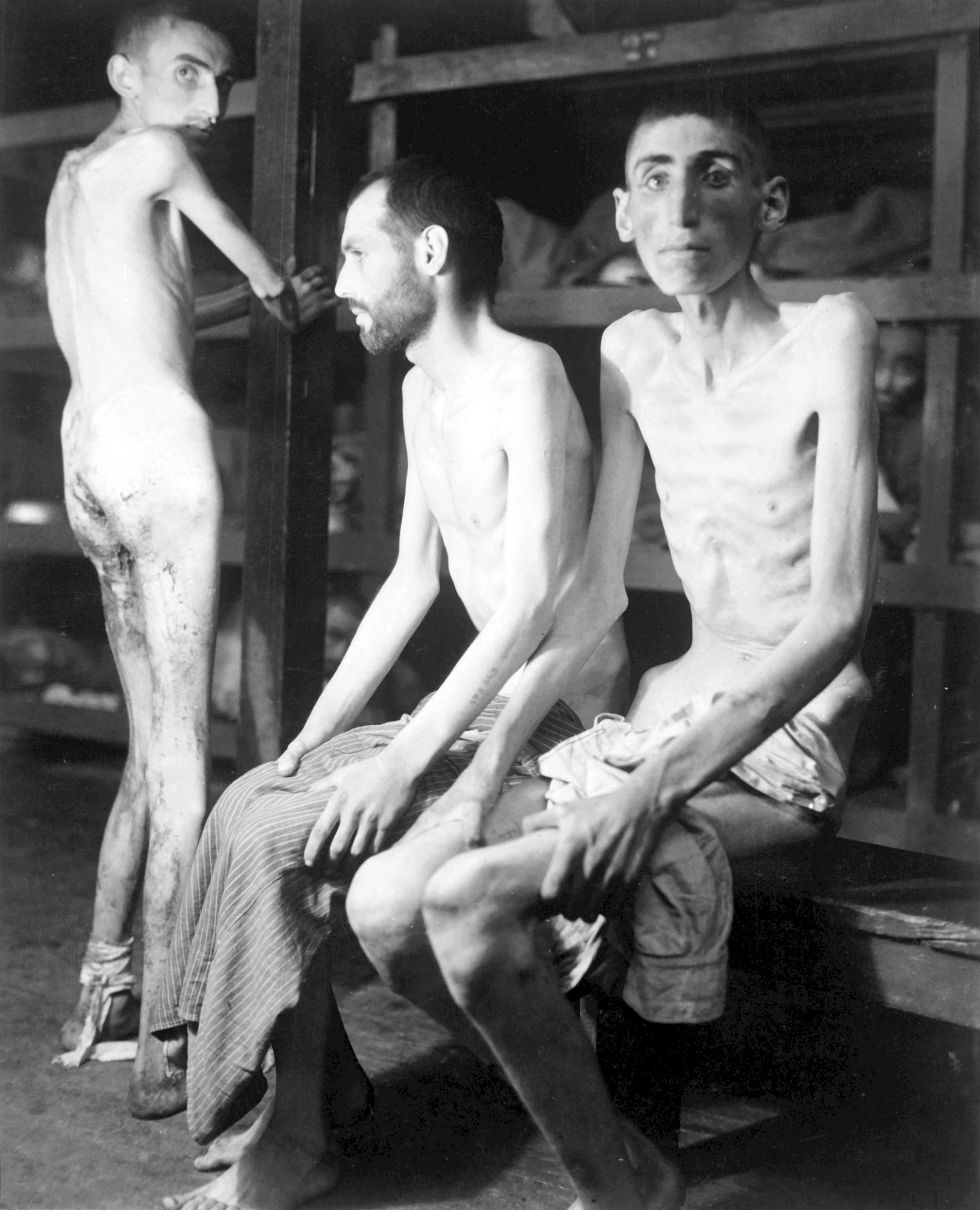
برده‌های روسی، لهستانی، هلندی در اردوگاه کار اجباری اردوگاه بوخن‌والد.

با به‌قدرت رسیدن حزب ناسیونال سوسیال کارگران در آلمان، مبانی اندیشه پان‌ژرمنیسم در دستور کار حکومت قرار گرفت. یکی از اجزاء اصلی ایدئولوژی نازی‌ها، فراهم کردن «فضای حیاتی» برای «ملت آلمان» در شرق اروپا بود. این اندیشه، محرک اصلی توسعه‌طلبی و پاک‌سازی‌های قومی نازی‌ها در شرق اروپا گردید. مناطق اشغالی لهستان توسط آلمان‌ها، نخستین آزمایشگاه واقعی برای پیاده‌سازی «سیاست لبنسراوم» بود. هیتلر از طریق مهاجرت‌های اجباری قصد داشت نقشهٔ قومیتی اکثر اروپای شرقی و مرکزی را تغییر داده و آن را به ناحیه‌ای تحت سلطه آلمان و نژاد «آریایی» دربیاورد. وی قصد اخراج ۸ میلیون غیر آلمانی ساکن در بخش‌هایی از لهستان که به خاک رایش سوم ضمیمه شده‌بود را داشت. نازی‌ها قصد داشتند غیر آلمانی‌ها را به بخش باقی‌مانده از لهستان که «دولت عمومی» می‌نامیدندش اخراج کنند. بسیاری از لهستانی‌های اخراجی به دولت عمومی نیز در اردوگاه‌ها، به کار اجباری مشغول می‌شدند. در این راه، هیتلر جهت افزایش نسبی آلمانیان در غرب لهستان، صدها هزار لهستانی را اخراج کرد. بعدها در طول جنگ هاینریش هیملر تصمیم گرفت میلیون‌ها اسلاو اوکراینی و روسی سفید را به سمت شرق اخراج کنند که اکثر این نقشه‌ها به دلیل شکست آلمان‌ها عملی نشد.

###### هولوکاست
پس از تشکیل حزب نازی در ۱۹۱۹ میلادی و با به‌قدرت رسیدن آن حزب در سال ۱۹۳۳ با صدراعظم شدن آدولف هیتلر در آلمان، تبلیغات نژادپرستانه رو به گسترش نهاد. آن‌ها دست به تبلیغات وسیعی برای توجیه کشتار یهودیان اروپا زدند. ترکیبی از تنفر نژادی، خودنکوپنداری و پارانویا، سبب‌ساز نسل‌کشی یهودیان اروپا در جنگ جهانی شد. هولوکاست یهودیان با پاک‌سازی‌های قومی دیگر تفاوت داشت، از این نظر که هدف کلی هولوکاست نسل‌کشی بود و نه پاک‌سازی قومی، زیرا جابه‌جایی یهودیان معادل تمام کردن کار یهودیان نبود. اما از طرف دیگر تصمیم اولیهٔ آلمان‌ها پاک‌سازی قومی یهودیان بود و زمانی که به این نتیجه رسیدند که امکان عملی پاک‌سازی قومی وجود ندارد به سمت نسل‌کشی روی آوردند. تصمیم اولیه آلمان‌ها این بود که یهودیان اروپا را به ماداگاسکار یا به نقاط دوری در روسیه منتقل کنند. برخی از این نقشه‌ها - اگر انجام می‌شد - به دلیل سختی‌های احتمالی‌ای که در راه انتقال به یهودیان متحمل می‌شدند، منجر به نسل‌کشی می‌شد. اما عملی نبودن آن‌ها نیز باعث شد که نازی‌ها به نسل‌کشی و کشتار دسته‌جمعی یهودیان در مناطق تحت کنترل آلمان دست بزنند. در طول جنگ جهانی دوم، نزدیک به ۶ میلیون یهودی به طرق مختلف جان خود را از دست دادند.

##### پاک‌سازی قومی توسط رومانی
رومانیایی‌ها نیز در خلال جنگ جهانی دوم در بوکوفینای شمالی و بیسارابیا به پاک‌سازی قومی علیه یهودیان روی آوردند. آن‌ها، یهودیان را متهم به کمک به روس‌ها ساختند و قتل‌عام یا اخراجشان کردند. رومانیایی‌ها در هنگام اشاره به عملشان از لفظ «پاک کردن زمین» استفاده می‌کردند. گروهی از یهودیان کشته شده و گروهی دیگر به ترنسنیستریا تبعید شدند. در هنگام تبعید، برخی از یهودیان در طول مسیر کشته شدند و برخی از قحطی و بیماری و سرما مردند. از میان ۱۲۵ هزار تا ۱۵۰ هزار یهودی اخراج شده تنها ۵۰ هزار نفر پس از جنگ زنده ماندند.

##### پاک‌سازی قومی توسط شوروی
هیئت عالی شوروی، در ۲۶ اوت ۱۹۴۱ یعنی در اوج جنگ جهانی دوم و درگیری شوروی با آلمان، در فرمانی، آلمانی‌های ساکن شوروی را به ظن جاسوسی و خرابکاری به نفع آلمان نازی، به مناطقِ نووسیبیرسک، امسک، سرزمین آلتایی و قزاقستان تبعید کرد. در این فرمان، هیئت عالی شوروی، آلمانی‌های ساکن در شوروی را ده‌ها هزار جاسوس و خرابکار معرفی کرد که منتظر اشارهٔ نازی‌ها برای شروع خرابکاری ضد شوروی هستند. این اولین فرمان تبعید آلمانی‌های شوروی بود که فقط آلمانی‌های «جمهوری آلمانی‌های ولگا» را دربر می‌گرفت. هیئت عالی شوروی در ۷ سپتامبر همان سال، در فرمانی دستور برچیدن «جمهوری شوروی سوسیالیستی آلمانی ولگا» را هم صادر کرد و فردای آن روز یعنی ۸ سپتامبر، فرمان تبعید همهٔ آلمانی‌های ساکن در سرزمین‌های شوروی را به دست ارتش سرخ صادر کرد. بر اثر این فرمان‌ها، جمعیتی میان ۹۵۰ هزار تا یک میلیون و دویست هزار آلمانی ساکن در شوروی تبعید و نابود شدند.

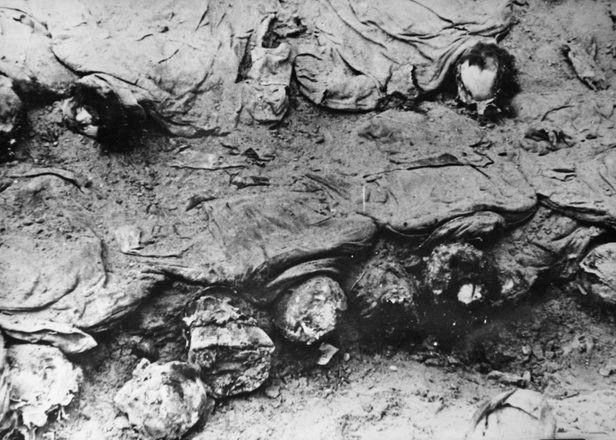
نبش قبر یک گورستان دسته‌جمعی مربوط به کشتار کاتین، ۱۹۴۳

حکومت شوروی به غیر از آلمانی‌ها، سایر مردمانی را هم که بالقوه جاسوس خارجیان می‌پنداشت، تبعید کرد. در سال ۱۹۴۰، فنلاندی‌های اینگریای استانِ لنینگراد به‌طور گسترده تبعید شدند. در همین راستا، از اکتبر ۱۹۳۹، ۱/۵ میلیون لهستانی به سیبری تبعید شدند. این تبعیدها را دولت شوروی در مورد لهستانی‌هایی انجام می‌داد که به باور خود، «عناصر ضد شوروی» می‌پنداشت. پس از حملهٔ آلمان به شوروی، دولت مسکو شش قوم روسیهٔ جنوبی، که مظنون به همدستی با آلمان‌ها بودند را نیز تبعید کرد. در نخستین مرحله یعنی فوریهٔ ۱۹۴۳، ۴۰۰ هزار چچن را تبعید کرد. این درحالی بود که ارتش آلمان بجز اندکی، وارد سرزمین چچن‌ها نشده‌بود. پس از آن نوبت به تبعید ۱۰۰ هزار اینگوش، همسایگان چچن‌ها در قفقاز، رسید. در نوامبر و دسامبر همان سال ۷۰ هزار قره‌چای و ۱۰۰ هزار کلموک نیز تبعید شدند. در آخر نیز در مه ۱۹۴۴، ۵۰ هزار بالکار و ۲۰۰ هزار تاتار کریمه تبعید شدند. بدیهی‌است که به دلیل عدم هشدار قبلی به مردمان تحت تبعید و شرایط انتقال بد و بدون امکانات آنان به تبعیدگاه‌ها، تقریباً نیمی از جمعیت‌های تبعیدی در میانه راه جان خود را از دست می‌دادند.

##### پاک‌سازی‌های قومی محلی
در مناطق مختلف شرق و جنوب شرقی اروپا، سیاست‌های ملی گرایان محلی افراطی به پاک‌سازی قومی محلی در طول جنگ جهانی دوم منجر شد. در بالکان، حکومت فاشیستی کرواتی که دولت دست‌نشاندهٔ آلمان‌ها در یوگسلاوی بود، شروع به کشتار و اخراج صرب‌ها کرد. همچنین اوکراینی‌ها و لهستانی‌های مسلح هم در مناطقی که در کنار یکدیگر زندگی می‌کردند، دست به جنگ علیه یکدیگر با هدف پاک‌سازی قومی دیگری زدند.

#### پس از جنگ جهانی دوم

##### اخراج آلمانی‌ها

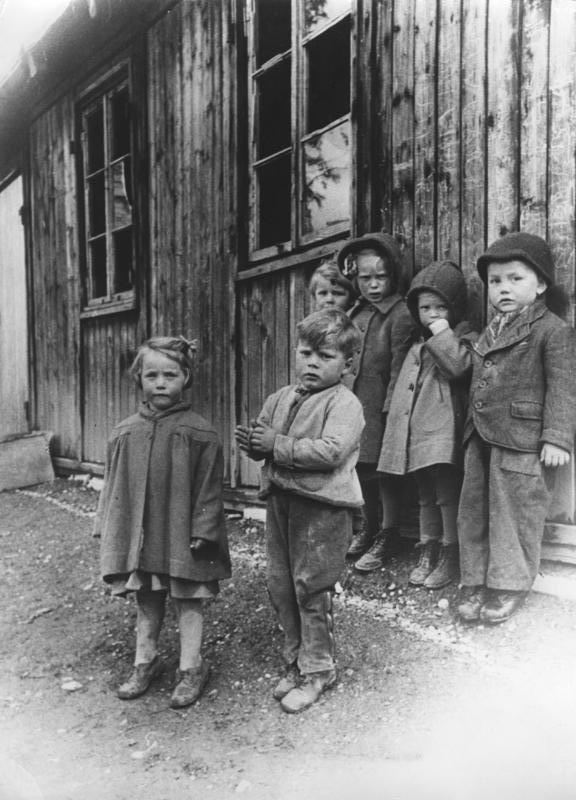
کودکان آلمانی در کمپ آوارگان، آلمان غربی، ۱۹۴۵

در خلال و پس ازجنگ جهانی دوم، فرایندی برای اخراج آلمانی‌های ساکن در کشورهای دیگر شکل گرفت. در طول جنگ، اتحاد جماهیر شوروی، حکومت خودمختار آلمانی‌های ولگا را برانداخت و صدها هزار نفر از آلمانی‌های آن منطقه را به سیبری تبعید کرد. پس از جنگ نیز در «کنفرانس پوتسدام»، کشورهای پیروز جنگ یعنی شوروی، بریتانیا و ایالات متحده آمریکا، بر اساس توافق سه جانبه فی‌مابین، به کشورهای لهستان، چکسلواکی، مجارستان و یوگسلاوی اجازه دادند که آلمانی‌زبانان ساکن در خاکشان را اخراج کنند. البته دولت‌های ایالات متحده آمریکا و بریتانیا تلاش‌های زیادی را در جهت معتدل‌تر کردن فرایند اخراج آلمانی‌ها در برابر شدت عمل روس‌ها به کار بستند. در حدود ۳ میلیون آلمانی پس از جنگ، از سودتنلند و دیگر مناطق آلمانی‌نشینِ شمال و غرب چکسلواکی، به روش‌های گوناگون به خاک آلمان کوچانده شدند.
در خلال جنگ و پس از آن، در حدود ۷ میلیون آلمانی، از مناطقی که پس از جنگ به لهستان واگذار شده‌بود، به سوی غرب خط اودر - نایسه تبعید شدند. مناطق مبدأ در این تبعیدها، سرزمین‌های تاریخاً آلمانی مانند سیلسی، پومرانی، پروس شرقی، پروس غربی به مرکزیت بندر دانزیگ، براندنبورگ شرقی و دیگر مناطق مورد اختلاف میان آلمان - لهستان بود. در این پاک‌سازی‌ها، بسیاری از مردمان آلمانی را ترس از توسل به زور توسط ارتش سرخ که در حال پیشروی بود، به سوی غرب گریزاند. بسیاری دیگر نیز بر اساس «قرارداد پوتسدام»، قانوناً مجبور به ترک سرزمین‌های تاریخی خود شدند. در خلال این روند، حدود ۲ میلیون آلمانی نیز از مجارستان، رومانی و یوگسلاوی به سوی خاک اصلی آلمان رانده‌شدند. کشورهای مذکور، آلمانی‌های ساکن در کشورشان را به همدستی با نازی‌ها متهم می‌کردند. آن‌ها با این اتهام، خواه درست یا نادرست، حدود ۱۲ میلیون و به استناد برخی دیگر از منابع ۱۴ میلیون آلمانی را جابه‌جا و از سکونتگاه تاریخی خود اخراج کردند. در این میان حدود ۲ میلیون آلمانی نیز به دلایلی مانند سرما، گرسنگی، بیماری و جنگ جان باختند.

##### فلسطینی‌ها

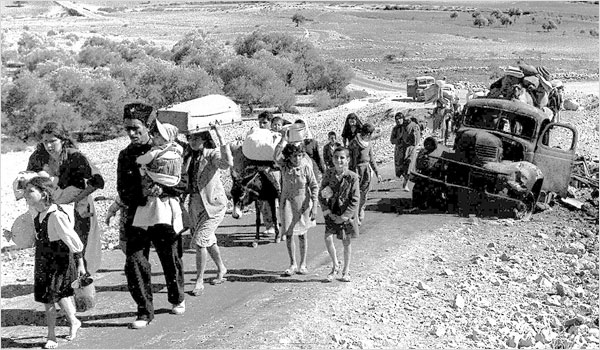
مهاجرت دسته‌جمعی فلسطینی‌ها در سال ۱۹۴۸

پایان قیومیت بریتانیا بر فلسطین در سال ۱۹۴۸ به جنگ اول اعراب و اسرائیل و مهاجرت و اخراج دست کم هفتصدهزار پناهنده فلسطینی منجر شد. البته گروهی کوچکی از اعراب در اسرائیل ماندند. در مورد دلیل این جابه‌جایی و میزان برنامه‌ریزی صهیونیست‌ها در بیرون راندن فلسطینی‌ها نزاع و اختلاف نظر وجود دارد. از مباحثی که نزاع بر آن متمرکز شده نقشه دالت می‌باشد که توسط نیروهای نظامی صهیونیستی هگانا علیه ساکنان فلسطینی اعمال شد. مورخان دو تفسیر متفاوت از این نقشه ارائه کرده‌اند: یکی عملیاتی نظامی علیه نواحی مسکونی فلسطینی‌ای که در پشت خطوط یهودیان قرار داشته‌اند، و دیگری نقشه‌ای برای اخراج فلسطینی‌ها از محل زندگی‌شان. اینکه از ابتدا نقشه‌ای مرکزی برای اخراج فلسطینی‌ها وجود داشته یا نه، یا گزینه‌های دیگری مانند اینکه نیروهای هگانا به‌تدریج و در طی عملیاتشان دریافتند که حملات آن‌ها می‌تواند به پاک‌سازی قومی منجر شود، همه مورد بحث و مناظره هستند.

### موج سوم
موج سوم پاک‌سازی‌های قومیِ قرن بیستم، در آغاز، میان و پس از پایان جنگ سرد بوقوع پیوست. اگرچه این فرایند در زمان جنگ سرد هرگز متوقف نشد ولی آهنگِ روندِ آن بسیار نسبت به پیش کُند شد. مهم‌ترین پاک‌سازی قومی در خلالِ جنگ سرد، درگیری‌های خشونت‌آمیز میان یونانیان و ترک‌های جزیرهٔ قبرس و پس از آن حملهٔ نظامیِ ترکیه به قبرس بود که باعث تجزیهٔ جزیره و به وجود آمدن نواحیِ جدا از هم ترک و یونانی گردید. این تفکیک بر اساس زبان و قومیت ساکنان جزیره به وجود آمد. پس از پایان جنگ سرد، دوباره جریان تازه‌ای از پاک‌سازی‌های قومی در جهان سربرآورد که از آن جمله می‌توان به نسل‌کشی‌های یوگسلاوی و پاک‌سازی‌ها در قفقاز جنوبی اشاره کرد.

#### در جنگ سرد

##### یونانیان و ترکان قبرس

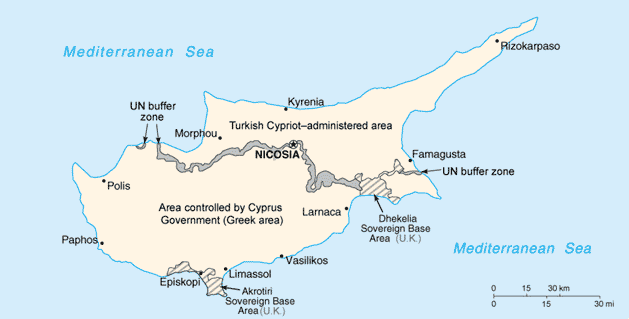
نقشهٔ نشان دهندهٔ مرز دو بخش قبرس که به خط تفکیک قومی جزیره تبدیل شد.

در قانون اساسی قبرس که پس از استقلال از بریتانیا نگاشته شد، چنین آمده بود که ادارهٔ کشور بر اساس همکاری و تقسیم قدرت میان دو قوم ترک و یونانی صورت خواهد گرفت. در سال ۱۹۷۴ دولت سراسقف ماکاریوس با کودتایی که هدفِ بانیان آن یکدست‌سازی قدرت به نفع یونانیان در قبرس بود سرنگون شد. در ۲۰ ژوئیهٔ همین سال ترکیه با واحدهایی از ارتش خود، با ادعای حفاظت از حقوق اقلیت ترک قبرس در برابر کودتاگران یونانی، در عملیاتی موسوم به «آتیلا» به این جزیره حمله کرد و یک سوم از قبرس را به اشغال خود درآورد. این حمله، جزیره را به دو بخش تقسیم کرد و خط میان آن دو بخش، «خط آتیلا» نام گرفت. پس از حملهٔ ترکیه دویست هزار نفر از هر دو سوی این خط به طرف مقابل مهاجرت کردند. بدین‌سان جزیره قبرس در هر دو بخش یونانی و ترک‌نشینش درگیر پاک‌سازی قومی شد. این پاک‌سازی محصول جداسازی دو قوم ساکن در قبرس بود.

#### پس از جنگ سرد

##### پاک‌سازی قومی در یوگسلاوی

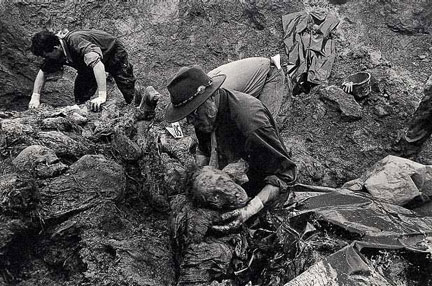
نبش گوری دسته‌جمعی در سربرنیتسا، سال ۱۹۹۶ میلادی.

عبارتِ پاک‌سازی قومی، برگردان عبارتی با همین مفهوم در زبان صربی—کرواتی است. این عبارت برای کشتارهایی که در طول دههٔ ۹۰ سدهٔ بیستم میلادی علیه گروه‌های غیرنظامی در جریان فروپاشی یوگسلاوی صورت گرفت، مورد استفاده واقع شد. از گروه‌هایی که تحت پاک‌سازی قومی در یوگسلاوی قرار گرفتند می‌توان به مسلمانان بوسنیایی در منطقه بوسنی و هرزگوین، صرب‌های منطقه کرایینا در کرواسی، آلبانیایی‌ها و پس از آن صرب‌های کوزوو اشاره کرد. البته ریشهٔ استعمال این عبارت در یوگسلاوی، به سال ۱۸۷۸ بازمی‌گردد. در آن سال مسئولان صرب تصمیم گرفتند ساکنان آلبانیایی‌تبار بیش از ۱۰۰ روستا در حوضهٔ فوقانی منطقهٔ موراوای علیا و جنوب نیش —مناطقی که به‌تازگی به دست آورده بودند— را اخراج کنند. تا پیش از سال ۱۹۹۲، بوسنی و هرزگوین پذیرای صرب‌های ارتودوکس، کروات‌های کاتولیک و بوسنیایی‌های مسلمان بود. در فوریه و مارس سال ۱۹۹۲، بوسنی و هرزگوین با یک همه‌پرسی، استقلال خود را از یوگسلاوی اعلام داشت. در همه‌پرسی مذکور استقلال بوسنی توسط اکثریت مسلمان بوسنیایی —که ۴۴ درصد از جمعیت بوسنی را تشکیل می‌دادند— و کروات‌ها —که ۱۷ درصد از جمعیت را تشکیل می‌دادند— حمایت شد، اما صرب‌های بوسنی —که ۳۱ درصد از جمعیت بوسنی را شامل می‌شدند— آن را تحریم کردند.

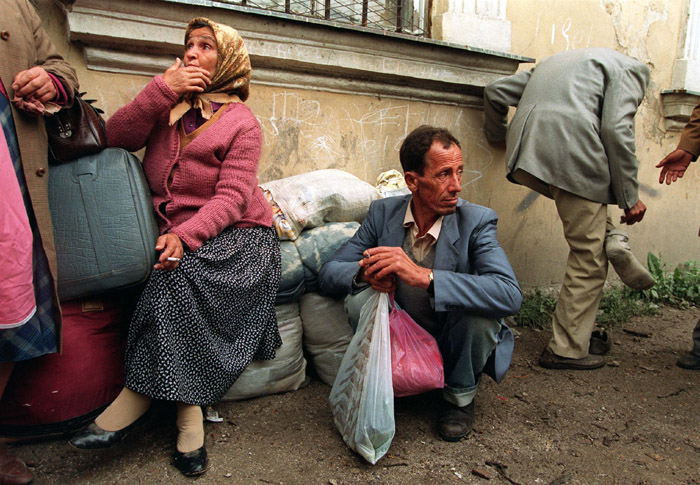
آوارگان بوسنیایی در تراونیک، ۱۹۹۳ میلادی.

استقلال بوسنی و هرزگوین در همان سال مورد پذیریش بین‌المللی واقع شد. آتش جنگ و کشتار با حمله مسلمانان بوسنیایی به یک عروسی صرب‌ها در سارایوو و سپس حمله و کشتار زنان و کودکان صرب در روستای سیه‌کوواس شعله‌ور گردید. صرب‌ها نیز در پاسخ، اقدام به بستن راه‌های خروجی سارایوو نمودند. تا پیش از آوریل ۱۹۹۲ زد و خوردها و کشتارها کوچک بود اما در آوریل ۱۹۹۲، با کشتار مسلمانان بوسنیایی توسط صرب‌ها در «بیه‌لینا»، جنگ ابعاد تازه‌ای یافت. محاصرهٔ سارایوو از سوی صرب‌ها یکی از نقاط عطف جنگ بود. اگرچه کروات‌های بوسنی و بوسنیایی‌های مسلمان در همه‌پرسی استقلال بوسنی از یوگسلاوی، متحد محسوب می‌شدند، اما دیری نپایید که گروه‌های شبه‌نظامی دو طرف نیز به پاک‌سازی یکدیگر از مناطق تحت نفوذ خود مبادرت ورزیدند. بر همین اساس در غرب بوسنی، جنگ میان کروات‌های بوسنی و بوسنیایی‌های مسلمان پیرامون شهر تاریخی «موستار» —مرکز جمهوری کروات‌های بوسنی و هرزگوین— با شدت آغاز شد. در میانهٔ مارس ۱۹۹۲، اتحادیه اروپا پیشنهاد کرد که بوسنی و هرزگوین بر اساس نقشهٔ قومی، به سه بخش صرب‌نشین، کروات‌نشین و مسلمان‌نشین تقسیم شود. اما این پیشنهاد از سوی بوسنیایی‌های مسلمان رد شد. در پایان تابستان ۱۹۹۲، صرب‌های بوسنی —که از سوی ارتش یوگسلاوی حمایت می‌شدند— موفق به اشغال دو سوم از بوسنی و هرزگوین شدند. آن‌ها در سرزمین‌های زیر کنترل خود، «سیاست پاک‌سازی قومی» علیه بوسنیایی‌های مسلمان و کروات‌ها را در ابعادی وسیع به اجرا درآوردند. در این راه صرب‌ها با تبعید و کشتار بسیاری از مناطق تحت کنترل خود را از جمعیت کروات و بوسنیایی خالی کردند. تلاش‌های بین‌المللی برای صلح نیز به دلیل عدم پذیرش کنترل مناطق پاک‌سازی شده توسط صرب‌ها به دست آنان بی‌نتیجه ماند. برای همین در اوایل ۱۹۹۴ میلادی، بر اثر فشارهای آمریکا، کروات‌های بوسنی و بوسنیایی‌های مسلمان علیه صرب‌ها متحد شدند. در این میان جابه‌جایی جمعیت به صورت صلح‌آمیز میان کروات‌ها و مسلمانان بوسنیایی هنوز جریان داشت. در تابستان ۱۹۹۵ میلادی، نیروی‌های مشترک کروات‌ها و بوسنیایی‌های مسلمان توانستند مناطق اشغال شده توسط صرب‌ها از سال ۱۹۹۲ به بعد را بازپس بگیرند. پس از این بازپس‌گیری، صرب‌ها به‌طور جدی حاضر به آغاز مذاکرات صلح شدند. سرانجام با امضای قراداد صلح در ۱۴ دسامبر ۱۹۹۵ میلادی در پاریس، جنگ بوسنی به پایان رسید.
از علل به وجود آمدن این پاک‌سازی‌ها در بوسنی می‌توان به موارد زیر اشاره کرد:
- مبارزه در برابر تهدید جریانات بنیادگرای اسلامی که در پی ایجاد جمهوری اسلامی در قلب اروپا بودند
- تلاش امپریالیسم صربی برای ایجاد صربستانی بزرگتر
- تلاش ارتش فدرال یوگسلاوی برای حفظ یکپارچگی کشور
- منازعات تاریخی و درگیری بر سر به دست آوردن قدرت و سرزمین میان صرب‌ها، کروات‌ها و بوسنیایی‌های مسلمان
- تبانی و توافق صرب‌ها و کروات‌ها برای تقسیم بوسنی و هرزگوین میان خود[۴۸]

کمیسیونی که از کارشناسان سازمان ملل، جهت رسیدگی به وقایع بوسنی و هرزگوین تشکیل شده‌بود، اولین تعریف‌ها را از پاک‌سازی قومی و سازوکارهای انجام آن اینگونه بیان کرد: 
سازوکار انجام پاک‌سازی قومی را می‌توان «قتل، شکنجه، دستگیری و بازداشت خودسرانه، اعدام‌های فرا قضایی، تجاوز به عنف و ضرب و جرح جنسی، و همچنین اخراج و اجرای حملات نظامی علیه غیرنظامیان» شمرد.
 یکی از اعمال صرب‌ها برای پیاده‌سازی سیاست‌های پاک‌سازی قومی علیه مسلمانان بوسنی و هرزگوین، تجاوز جنسی سربازان صرب به زنان بوسنیایی مسلمان بود. آنان به زنان مسلمان تا زمانی که باردار شوند تجاوز می‌کردند و سپس تا زمان بی‌خطریِ سقط جنین، آنان را زندانی کرده و سپس آن‌ها را آزاد می‌کردند. منطق این کار، پاک‌سازی نژادی توسط بچه‌دار کردن به وسیلهٔ نژاد صرب، و همچنین وادا کردن مسلمانان به مهاجرت بود.

##### پاک‌سازی قومی در قفقاز جنوبی

تصویری از آشوب، غارت و آتش‌سوزی در شهر صنعتی سومقاییت در جریان کشتار آن شهر.

مجموعه حوادث و درگیری‌های میان جمهوری آذربایجان با نیروهای ارمنی قره‌باغ و ارمنستان بر سر مالکیت منطقهٔ قره‌باغ در فاصلهٔ میان سال‌های ۱۹۸۸ تا ۱۹۹۴، منجر به کشتارها، مهاجرت‌ها و پاک‌سازی‌های قومی وسیعی در این منطقه شد. در سال ۱۹۲۳، ژوزف استالین —رهبر وقت شوروی— در راستای سیاست‌های یکدست‌سازی و همگن کردنِ مردم شوروی و کم‌رنگ کردن هویت‌های قومی-محلی، منطقهٔ قره‌باغ که ۹۰ درصد از جمعیتش را ارمنی‌ها تشکیل می‌دادند، به جمهوری آذربایجان ملحق کرد. در دههٔ هشتاد قرن بیستم میلادی، شوروی شاهد اصلاحات و بازتر شدن فضای سیاسی بود. در پی این اصلاحات، ارمنی‌هأ قره‌باغ —که هنوز ۷۵ درصد از جمعیت آن منطقه را تشکیل می‌دادند— با برپایی تظاهرات خیابانی و درخواست حکومت محلی قره‌باغ در فوریهٔ سال ۱۹۸۸، خواستار جدایی از جمهوری آذربایجان و الحاق سرزمین خود به جمهوری شوروی سوسیالیستی ارمنستان شدند.

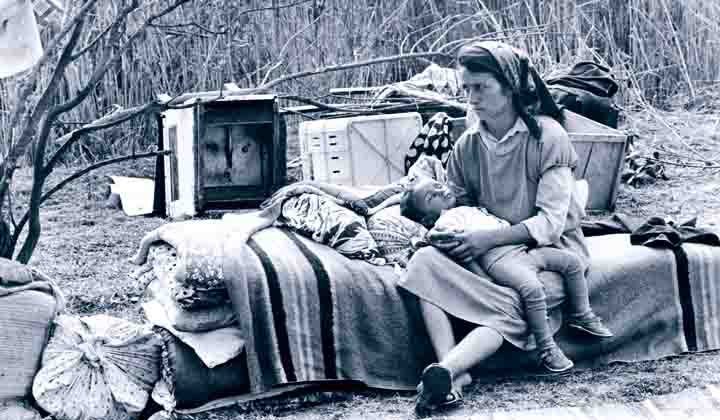
زنی بی‌سرپناه و رانده شده از قره‌باغ.

این درخواست تغییر مرز، از سوی حکومت مرکزی شوروی رد شد. با افزایش تنش‌های قومی در منطقه، جنگ میان ارمنستان و پارتیزان‌های ارمنی قره‌باغ از یک سو و جمهوری آذربایجان از سوی دیگر اجتناب‌ناپذیر شد. آتش این درگیری‌ها با فروپاشی شوروی شعله‌ورتر شد. در این جنگ‌ها، پاک‌سازی قومی دوسویه‌ای بوقوع پیوست. از یکسو آذری‌های ساکن قره‌باغ، بر اثر خشونت و کشتارها مجبور به فرار و مهاجرت به جمهوری آذربایجان شدند، و از سوی دیگر آذری‌ها با کشتار و آزار ارمنی‌های ساکن در شهرهای جمهوری آذربایجان موجبات فرار حدود ۳۵۰ هزار ارمنی ساکن در باکو و سومقاییت را فراهم کردند. در برخی موارد نیز این خشونت‌ها — مانند رخداد سومقاییت — به کشتار منجر شد. در طرف مقابل نیز، خشونت‌های صورت گرفته از سوی ارمنی‌ها باعث فرار و کشته شدن آذری‌های بسیاری در مناطق ارمنی‌نشین شد. یکی از این موارد، کشتار آذری‌های خوجالی پس از سقوط این شهر به دست نیروهای ارمنی‌است که در آن صدها آذری — شامل مردان، زنان و کودکان — کشته شدند.

##### پاک‌سازی قومی در رواندا

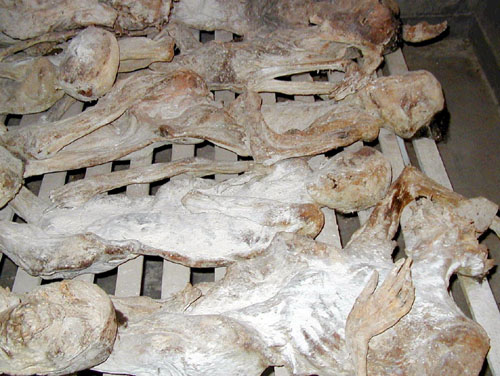
اجساد قربانیان نسل‌کشی در مدرسهٔ فنی مورامبی، جایی که تعدادی از قربانیان کشتارهای رواندا کشته شدند، این مدرسه اکنون به موزه نسل‌کشی تبدیل شده است.

پاک‌سازی قومی در رواندا، قتل‌عامی‌ست سامانمند و سازمان یافته که در سال ۱۹۹۴ میلادی توسط عناصر افراطی قوم «هوتو» علیه قوم «توتسی» و هر آن کَس که مخالف انجام کشتارها بود صورت گرفت. کشتارِ توتسی‌های و عناصر ملایم هوتو، در بازه‌ای ۱۰۰ روزه میان ماه‌های آوریل تا ژوئیهٔ سال ۱۹۹۴ میلادی به وقوع پیوست. قوم هوتو از نظر جمعیتی در رواندا اکثریت و توتسی‌ها اقلیت محسوب می‌شدند. برآورد می‌شود که حدود ۲۰۰ هزار هوتو با تحریک و تبلیغاتِ رسانه‌های رواندا، در این کشتارها شرکت جستند. بیش از ۸۰۰ هزار شهروند رواندا —در وهلهٔ نخست توتسی‌ها و پس از آن هوتوهای میانه‌روتر— کشته شدند.

## پاک‌سازی قومی و حقوق بین‌الملل
کمیسیونی از کارشناسان سازمان ملل که جهت رسیدگی به وقایع بوسنی و هرزگوین تشکیل شده بود، در ماه فوریه ۱۹۹۳ اعلام کردند که پاک‌سازی قومی جرمی علیه قوانین بین‌المللی می‌باشد. اگرچه امروزه مفهوم پاک‌سازی قومی به‌خوبی فهمیده شده، اما پاک‌سازی قومی برخلاف نسل‌کشی وارد متون حقوقِ بین‌الملل نشده است و به عنوان شکلی از جرایمی که پیشتر تعریف شده مانند جنایت علیه بشریت و جنایات جنگی طبقه‌بندی می‌شود که این تلقی در مواردی می‌تواند با مصوبهٔ کنوانسیون نسل‌کشی در تناقض باشد.
از لحاظ حقوقی تمایز میان نسل‌کشی و پاک‌سازی قومی این است که در پاک‌سازی قومی هدف تنها حذف گروه یا گروه‌هایی، از مکان‌هایی‌است که می‌تواند از طریق جابه‌جایی اجباری آن‌ها انجام شود. اما در نسل‌کشی هدف تخریب قوم و قتل‌عام است؛ بنابراین پاک‌سازی قومی در حالت افراطی که حذف یک گروه به وسیلهٔ قتل‌عام آن‌ها انجام شود، یا اینکه روش استفاده شده برای اخراج به گونه‌ای باشد که افراد زیادی در این فرایند کشته شوند، بیشترین شباهت را با نسل‌کشی پیدا می‌کند. تمایز میان پاک‌سازی قومی و نسل‌کشی زمانی مشکل می‌شود که نبردی برای پاک‌سازی قومی وجود داشته باشد اما مواردی از نسل‌کشی هم در این فرایند انجام پذیرد.

## مبانی نظری

### انگیزه عاملان
وقوع پاک‌سازی قومی در مقیاس بزرگ، بدون همکاری هزاران نفر از مردم یک جامعه امکان‌پذیر نیست، و سؤالی که پیش می‌آید این است که چه می‌شود که افراد عادی جامعه چنین جنایاتی را انجام دهند؟ معروف‌ترین پاسخ مبتنی بر آزمایش میلگرم است که میزان اطاعت شرکت‌کنندگان در آزمایش از قدرت، و دشواری‌ای که در رد کردن قدرت و مقام علمی را دارند را نشان می‌دهد. آزمایش معروف دیگری، به نام آزمایش زندان استنفورد، نشان می‌دهد که مردم عادی قادر به انجام ظالمانه‌ترین کارها هستند اگر اجازه انجام آن توسط نهادهای مشروع داده شود. به‌طور کلی می‌توان عاملان پاک‌سازی قومی را به نُه دسته تقسیم کرد:
- قاتلان ایدئولوژیک: این دسته از قاتلان که معمولاً در سطوح و مقامات بالای عاملان یافت می‌شوند به‌درستی و عدالت پاک‌سازی قومی اعتقاد داشته و باور دارند که اهداف بالاتری این عمل را توجیه می‌کند. معمول‌ترین توجیه اینکه پاک‌سازی را در واقع دفاع شخصی تفسیر و خود را قربانی واقعی توصیف کنند.[۵۵]
- قاتلان متعصب: این دسته از قاتلان پیرو تعصباتی هستند که در مکان و زمان آن‌ها وجود دارد. به عنوان مثال یهودیان، مسلمانان و مردمان مستعمرات مورد تنفر قاتلانشان بودند.[۵۵]
- قاتلان خشن: این دسته از قاتلان خود به خود به سمت قتل کشیده می‌شوند. برخی حالت سادیستی داشته و از زجر دیگران لذت می‌برند، اما افراد خیلی بیشتری هنگام انجام خشونت احساس رهایی و آزادی از اضطراب عاطفی می‌کنند. بعضی از قاتلان این دسته، زمانی تحت تحقیر قرار گرفته و احساس تهدید شدن کرده‌اند. آن‌ها از این موضوع خشمگین شده و انتقام گرفتن را عادلانه می‌بینند. از اینکه قدرت نامحدودی بر قربانیان دارند و از اینکه انتقام می‌گیرند احساس خوبی می‌کنند.[۵۵]
- قاتلان ترسو: این دسته از قاتلان از ترس اینکه اگر از قدرت اطاعت نکنند و نکشند، خودشان کشته شوند یا عضوی را از دست بدهند، دست به قتل می‌زنند. این دسته از قاتلان معمولاً از روی اکراه می‌کشند.[۵۵]
- قاتلان حرفه‌ای: این دسته از قاتلان به صورت حرفه‌ای آدمکش بوده و توسط نهادی استخدام می‌شوند. در صورتی که بپذیرند، جهت ارتقای شغلی برایشان مؤثر است و اگر نپذیرند موقعیت شغلی شان را بدتر می‌کنند.[۵۵]
- قاتلان مادی‌گرا: این دسته از قاتلان به دنبال غارت اموال یا شغلی قربانیانشان هستند. برخی از این افراد زندانیانی هستند که در صورتی که در کشتارها همکاری کنند به آن‌ها قول آزادی از زندان داده می‌شود.[۵۵]
- قاتلان باانضباط: این دسته از قاتلان کسانی هستند که عدم پیروی از دستورها را غیرسالم می‌دانند و بیش از اینکه از روی ترس قتل را انجام دهند به داشتن انضباط و انجام وظیفه اهمیت می‌دهند.[۵۵]
- قاتلان رفیق‌باز: این دسته از قاتلان تحت فشار اطرافیان به قتل روی می‌آورند و جدا شدن از گروه را باعث از دست رفتن حمایت عاطفی گروه از آن‌ها می‌بینند.[۵۵]
- قاتلان دیوانسالار: این دسته از قاتلان در قفس بوروکراسی مدرنیته محبوس شده‌اند و اطاعت برای آن‌ها عادت شده است. منشأ این عادت روال نهادینه‌ای‌است که آن‌ها را در «پیش پا افتادگی شر (Banality of evil)» مؤسسات جوامع مدرن محبوس می‌کند.[۵۵]

افراد مختلف ممکن است ترکیبی از انگیزه‌های فوق را داشته باشند. نقش محیط در توضیح وقوع پاک‌سازی قومی نیز اهمیت دارد. مایکل مان می‌نویسد که اگر من در دهه ۱۹۳۰ در آلمان و در فضای دانشگاهی آن دوران بودم، به احتمال خیلی زیاد تحت تأثیر ملی‌گرایی محافظه‌کارانه قرار می‌گرفتم و تا حدی با اهداف نازی‌ها احساس همدردی می‌کردم، و اگر زیست‌شناس بودم تحت تأثیر نژادگرایی علمی قرار می‌گرفتم. اوتو اهلندرف یک جامعه‌شناس بود که تحقیقات دانشگاهیش در مورد فاشیسم نهایتاً او را به یک نازی تبدیل کرد. اگرچه در ابتدا به دلایل اخلاقی با رهبران نازی دچار مشکل شد، اما نهایتاً وظیفه‌اش را در هدایت یکی از جوخه‌های اعدام انجام داد. به گفتهٔ مایکل مان، تمامی انسان‌ها در صورتی که در شرایط مشخص قرار بگیرند می‌توانند به انجام پاک‌سازی قومی خونبار نزدیک بشوند.

### پاک‌سازی قومی و فلسفه
از پاک‌سازی قومی در زیرشاخه‌های مختلف فلسفه صحبت به میان رفته است که در اینجا نمونه‌هایی از آن را ذکر می‌کنیم.
یکی از ارکان اصلی انتقادات مکتب اعتراضی تعالی‌گرایی، اعتراض به پاک‌سازی قومی سرخپوستان توسط دولت آمریکا بود. در بحث مربوط به تروریسم، نظر برخی فلاسفه درباب تروریسم و پاک‌سازی قومی چنین است که اگر راهی بجز دست زدن به اقدامات تروریستی برای قوم تحت نسل‌کشی یا پاک‌سازی باقی نماند، تحرکات تروریستی قوم مورد پاک‌سازی موجه است. از پاک‌سازی قومی و نسل‌کشی در استدلال‌های مربوط به مسئولیت جمعی (که در آن کل افراد یک گروه مسئول اشتباهاتی شناخته می‌شوند) استفاده می‌شود. یکی از مباحث پیرامونی پاک‌سازی قومی، مسئله «مداخله مسلحانه بشردوستانه» دولت‌های خارجی در کشور مجری پاک‌سازی قومی‌ست. پرسش اصلی در این باب این است که دقیقاً در چه صورتی می‌توان مداخله دولت‌های خارجی را توجیه کرد. در فلسفه اخلاق، ریچارد رورتی، فیلسوف پست‌مدرن، معتقد است که میان نحوه فکر عاملان پاک‌سازی قومی و فلاسفه اخلاق خویشاوندی وجود دارد. به عقیده رورتی فلسفه - در پایه‌ای‌ترین شکل آن - منجر به محروم کردن برخی انسان‌ها از خصایص انسانی شده است. فرانسیس ریوز در نقد نظریات پست‌مدرن رورتی می‌نویسد که او در فلسفه‌اش هیچ دلیل منطقی‌ای نمی‌تواند ارائه کند که از انجام رفتارهای بشردوستانه در مقابل انجام رفتارهایی مانند نسل‌کشی حمایت کند. برای پست‌مدرن‌هایی مانند رورتی، مهربان بودن و ظالم بودن از لحاظ استدلال منطقی به یک میزان قابل توجیه هستند.

#### پاک‌سازی قومی و دموکراسی
برخی از محققان در فلسفه و علوم سیاسی به رابطه‌ای که به عقیده آن‌ها میان دموکراسی و پاک‌سازی قومی وجود دارد اشاره کرده‌اند. به گفتهٔ دیوید ویلیامز مطالعه تاریخ آمریکا بیانگر پارادکسی‌است که چگونه «امپراتوری آزادی جفرسون» با پاک‌سازی قومی سرخپوستان آغاز شد. ویلیامز می‌نویسد که فلاسفه‌ای مانند میشل فوکو و هاجیمه تانابه از مطالعه سوژه به این نتیجه رسیده‌اند که ترس بخشی از شالوده ذاتی دموکراسی را تشکیل می‌دهد. دموکراسی نیازمند سوژه است و این سوژه شامل قدرتی می‌شود که نابود کردن دشمنانش را تهییج کرده و ظرفیت انجام آن را به وجود می‌آورد. به عقیده برخی از فلاسفه رمز موفقیت و شکوفایی دموکراسی این است که با تأکید پیوسته بر جنبه‌های مثبتش خودش را گمراه می‌کند و تصویری وهم‌آلود و فریبنده از خودش ترسیم می‌کند. مایکل مان استدلال می‌کند که احتمال اینکه دموکراسی‌های جدید دست به پاک‌سازی قومی بزنند حتی از رژیم استبدادی پایدار بیشتر است. مان می‌پذیرد که دموکراسی یک ایدئال است، و می‌نویسد که دموکراسی‌های کمی بوده‌اند که دست به پاک‌سازی قومی زده‌اند، اما دموکراسی همواره با خودش امکان مبدل شدن به وسیله‌ای برای پاک‌سازی قومی را همراه داشته است. آیدین صالحیان در نقد نظریه مایکل مان می‌نویسد که بسیاری رژیم‌هایی که پاک‌سازی قومی را انجام داده‌اند را دموکراتیک محسوب نمی‌کنند؛ بنابراین موضوع اصلی تعریف صحیح از دموکراسی‌است. میلتون آسمان معتقد است که تفسیر مایکل مان از داده‌های تاریخی همانند دیگر مطالعات مورد اختلاف نظر خواهد بود.